# Demokratische Partei (Vereinigte Staaten)
Die Demokratische Partei (englisch Democratic Party; auch als Demokraten (englisch Democrats oder kurz Dems bezeichnet) ist mit ca. 47 Millionen registrierten Anhängern die größere der beiden großen politischen Parteien in den Vereinigten Staaten. Die Demokraten gelten heute im Vergleich zu den Republikanern als (links-)liberaler, weniger konservativ und mehr am politischen Progressivismus orientiert. Ihr inoffizielles Wappentier ist der Esel, obwohl er im Gegensatz zum Elefanten der Republikaner nie offiziell als solches angenommen wurde. Sein Ursprung geht, ebenso wie der Elefant der Republikaner, auf den Karikaturisten Thomas Nast zurück. Die ebenfalls inoffizielle Parteifarbe der Demokraten ist blau. In TV-Sendungen oder Medienberichten werden Senatoren, Abgeordnete des Repräsentantenhauses und sonstige Parteimitglieder der Demokratischen Partei meistens mit einem „(D)“ hinter ihrem Namen gekennzeichnet, während Sen., Rep. oder Gov. davor steht.
Die Demokraten sind die älteste noch bestehende politische Partei der Welt. Die Ursprünge der Partei gehen auf Thomas Jefferson und das Jahr 1792 zurück, als sich die linke Demokratisch-Republikanische Partei bildete. Nach deren Auflösung wechselten viele Unterstützer ebendieser zu der 1828 gegründeten Demokratischen Partei, die unter Andrew Jackson zu einer Massenpartei wurde. Die Demokraten, vor allem die südlichen, standen für den Erhalt der Sklaverei und waren Gegner der Politik Abraham Lincolns. Nach einer jahrzehntelangen Krise mit nur zwei siegreichen Präsidentschaftswahlen zwischen 1860 und 1910 entwickelte sich die Partei zu Beginn des 20. Jahrhunderts zu einem ideologisch wenig kohärenten Zusammenschluss von progressiven Politikern in den Großstädten des Nordens, die vor allem Arbeiter und Einwanderer ansprachen, und von konservativen Südstaatlern, welche die bestehende Ordnung verteidigten. Während der Präsidentschaft Woodrow Wilsons (1913–1921) und insbesondere durch die Reformen des New Deal (1933–1938) wurden die Demokraten mehr und mehr mit einer progressiven Sozialpolitik identifiziert, die im Gegensatz zum Wirtschaftsliberalismus der Republikaner stand. Nach dem Parteitag von 1948, als viele zumeist aus den Südstaaten stammende Befürworter einer Rassentrennung die Partei im Streit verließen, waren die Demokraten seit den 1960er Jahren führend in der Realisierung von Forderungen der Bürgerrechtsbewegung, der Aufhebung der Rassentrennung und der Gleichstellung von Minderheiten: Die Partei wandte sich zunehmend sozialliberalen Ideen zu. Da die Republikaner spätestens seit 1964 ihrerseits weiter nach rechts rückten, stellen die beiden Parteien nun eindeutig die beiden Pole in einem Rechts-Links-Spektrum dar.
Wie Parteien in den Vereinigten Staaten allgemein, sind die Demokraten wesentlich anders organisiert als europäische Parteien. So werden Bezirksvorstände je nach Bundesstaat zum Teil durch die allgemeine Wahlbevölkerung in Vorwahlen und nicht etwa durch Parteimitglieder allein gewählt. Wichtigstes Organ für die Gesamtpartei ist das Democratic National Committee (DNC, „Demokratisches Nationalkomitee“), das auch die Democratic National Convention (den vierjährlich zur Kür des jeweiligen Präsidentschaftskandidaten stattfindenden Parteitag) veranstaltet.  Derzeitiger Vorsitzender des DNC ist Ken Martin.
In sieben der letzten neun Präsidentschaftswahlen gewannen die demokratischen Kandidaten die Mehrheit der abgegebenen Stimmen (Popular Vote); nur 2004 und 2024 bildeten Ausnahmen. Mit Joe Biden stellte die Partei von 2021 bis 2025 den 46. US-Präsidenten. Bei den Kongresswahlen im November 2020 konnten die Demokraten ihre 2010 verlorene und 2018 wiedererlangte Mehrheit im Repräsentantenhaus verteidigen, haben sie aber bei den Kongresswahlen 2022 wieder an die Republikaner verloren. Im Senat ist die demokratische Fraktion seit Anfang 2025 wieder in der Minderheit, nachdem sie seit 2021 Mehrheitsfraktion waren.

## Geschichte

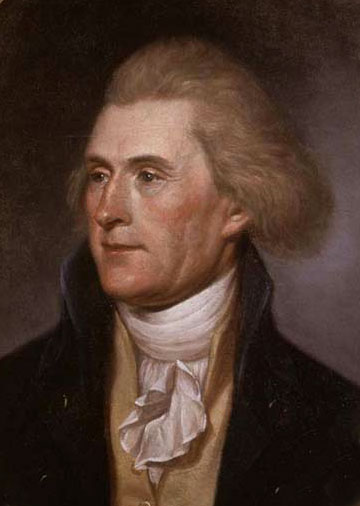
Thomas Jefferson

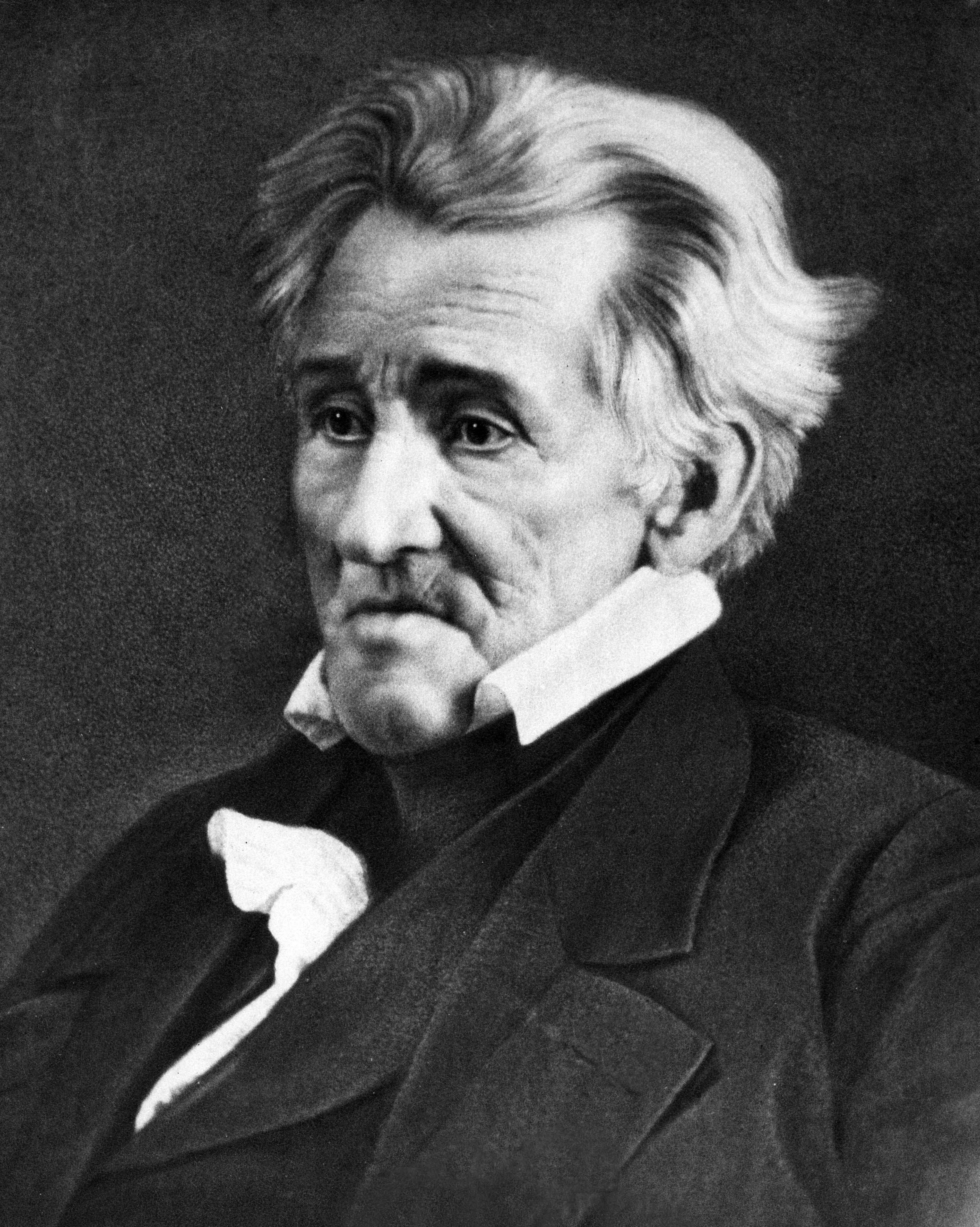
Andrew Jackson, von 1829 bis 1837 erster US-Präsident der Demokratischen Partei

### Entstehungsphase
Vorläufer der Demokratischen Partei waren die Anti-Administration Party und die Koalition um Thomas Jefferson im Kongress im Jahr 1792, mit der die Politik des damaligen US-Finanzministers Alexander Hamilton unterlaufen werden sollte. Aus dieser Partei ging die linke Demokratisch-Republikanische Partei hervor. Ab dem ersten Viertel des 19. Jahrhunderts waren die vormaligen Hauptgegner der damals noch als Republicans (später Democratic Republicans) firmierenden Partei Jeffersons, die Federalists um Alexander Hamilton und John Adams, nicht mehr politisch aktiv. Deswegen dominierte Jeffersons Partei als einzige die so genannte Era of Good Feelings ‚Ära der guten Gefühle‘ (ca. 1814–1830).
In den späten 1820ern und den 1830er Jahren schafften fast alle Bundesstaaten der Vereinigten Staaten die bislang noch bestehenden Wahlbeschränkungen aufgrund des Vermögens und der Steuerleistung ab, so dass fast alle weißen Männer wahlberechtigt wurden und die erste Demokratie im modernen Sinne entstand; außerdem stieg die Einwohnerzahl der Vereinigten Staaten durch Einwanderung stark an. Insgesamt erhöhte sich die Anzahl der Wähler daher massiv. Die bis dahin bestehenden Parteien der Vereinigten Staaten (einschließlich der Partei Jeffersons) waren im Wesentlichen kleine, informelle Wahlvereine, die der nun entstehenden Massendemokratie nicht gewachsen waren. Nicht nur Thomas Jefferson, sondern auch Andrew Jackson, der von 1829 bis 1837 der siebte Präsident der Vereinigten Staaten war, wird als Gründervater der Partei geehrt. Bei der Präsidentenwahl 1824 trat er ebenso wie gleich drei weitere Kandidaten der damaligen Democratic Republicans an, was zur Spaltung der einzigen landesweiten Partei führte. Jackson verlor die Wahl sehr knapp gegen John Quincy Adams, woraufhin Adams Anhänger aus der Partei zu den National Republicans wurden, während die Jeffersonian Democrats sich zur neuen Demokratischen Partei formierten, die sich in der Tradition Jeffersons sahen. Von 1828 bis 1830 formierten Andrew Jackson und Martin Van Buren, der Senator von New York, mit der Demokratischen Partei die erste straff durchorganisierte Volkspartei der Welt. Das Jahr 1828 gilt daher als Gründungsjahr der Demokraten. Ihre Gegner aus der kurzlebigen Nationalrepublikanischen Partei organisierten sich nach der Abwahl von Adams durch Jackson 1828 und Henry Clays Niederlage 1832 als Whigs, ab 1854 zunehmend bei der neu gegründeten Republikanischen Partei.
Jackson vertrat in einer Traditionslinie mit Thomas Jefferson die Interessen der einfachen Menschen (insbesondere aus dem ländlichen Raum und dem ärmeren Teil der Bevölkerung, zunehmend auch von Einwanderern und Katholiken). Er stellte sich gegen eine Nationalbank der Vereinigten Staaten, bekämpfte den Protektionismus und befürwortete die Sklaverei. Da er dem Wachstum der großen Städte misstraute, befürwortete er eine gleichmäßigere Bevölkerungsverteilung. Deshalb unterstützen sowohl er als auch seine Nachfolger massiv die Bekämpfung der Indianer, die seinerzeit noch große Gebiete im ländlichen Raum besaßen. Jackson gilt als ein früher Vertreter des Populismus sowie als erster amerikanischer Politiker, der eine Parteimaschinerie im modernen Sinne des Wortes aufbaute.

### Zweite Hälfte des 19. Jahrhunderts
In den Jahren vor 1860 gelang es den Demokraten aufgrund der Gespaltenheit ihrer Gegner und durch die konsequente Ausnutzung bestimmter Besonderheiten der Verfassung, die US-Regierung zu kontrollieren, obwohl nur eine Minderheit der Wähler hinter ihnen stand. Vor dem Bürgerkrieg stand die Partei aufgrund der Sklavenfrage aber vor einer Zerreißprobe. Anlässlich der Präsidentschaftswahlen 1860 spaltete sie sich und schickte im Norden und im Süden verschiedene Kandidaten in das Rennen um die Präsidentschaft. Als aufgrund dieser Uneinigkeit der Republikaner Abraham Lincoln gewählt wurde, löste dies den Sezessionskrieg aus. Nach dem Ende des Bürgerkrieges 1865 dominierten die Republikaner den Süden und zunächst auch Teile des Nordens, weil vielen, die mit der Confederacy zusammengearbeitet hatten, während der „Reconstruction“ genannten militärischen Besatzung der Südstaaten das Wahlrecht entzogen wurde. Erst mit dem Ende der „Reconstruction“ spielten die Demokraten wieder auf nationaler Ebene eine bedeutende Rolle. Ihre Machtbastion lag hauptsächlich im Süden (Solid South), aber auch in den Großstädten des Nordens, wo sie unter Arbeitern, Einwanderern und Katholiken Unterstützung fand.
Aus der Populisten-Bewegung am Ende des Jahrhunderts nahm die Partei neue Ideen auf und bekämpfte zunehmend Industriekartelle und „Eisenbahnbarone“. Mit der Kandidatur von William Jennings Bryan im Jahre 1896 verstärkte sich das „linke Profil“ der Demokraten. In dieser Zeit straffte sie ihre Parteiorganisation und das parteiinterne „Prinzip der Bosse“. Doch wurden gegen die Partei zunehmend auch Korruptionsvorwürfe laut. Zugleich hielt die Partei am Prinzip der Rassentrennung fest und nutzte die nach dem Ende der Reconstruction wiedererlangte Handlungsfreiheit konsequent aus, um die Rechte der Schwarzen in den Südstaaten zu beschneiden (Jim-Crow-Gesetze).

### Seit dem 20. Jahrhundert

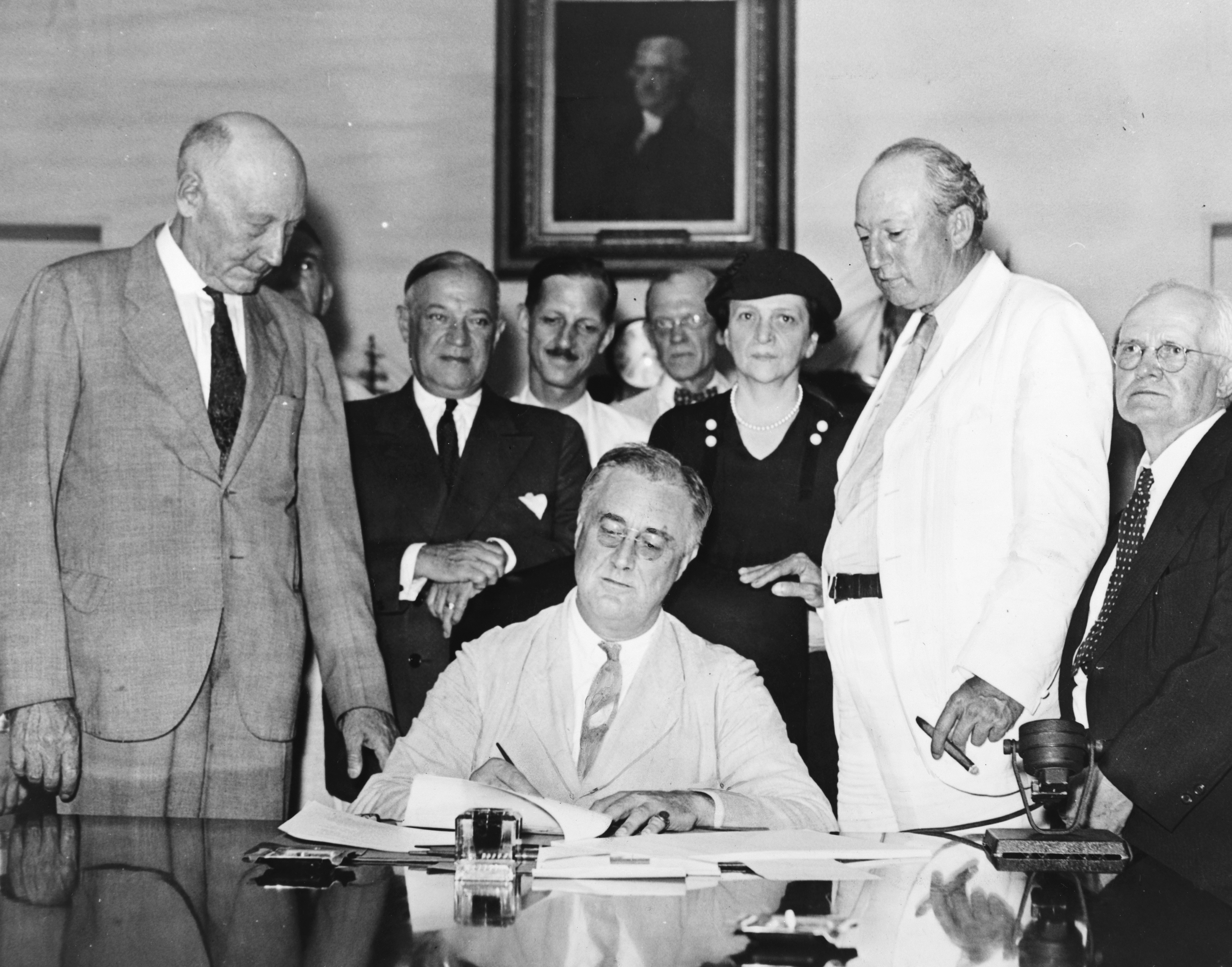
Präsident Roosevelt bei der Unterzeichnung des Social Security Act am 15. August 1935

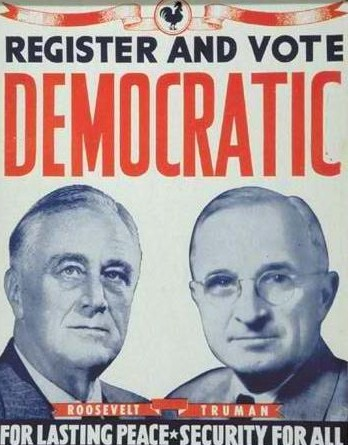
Wahlplakat der Demokraten von 1944 mit Roosevelt und Truman

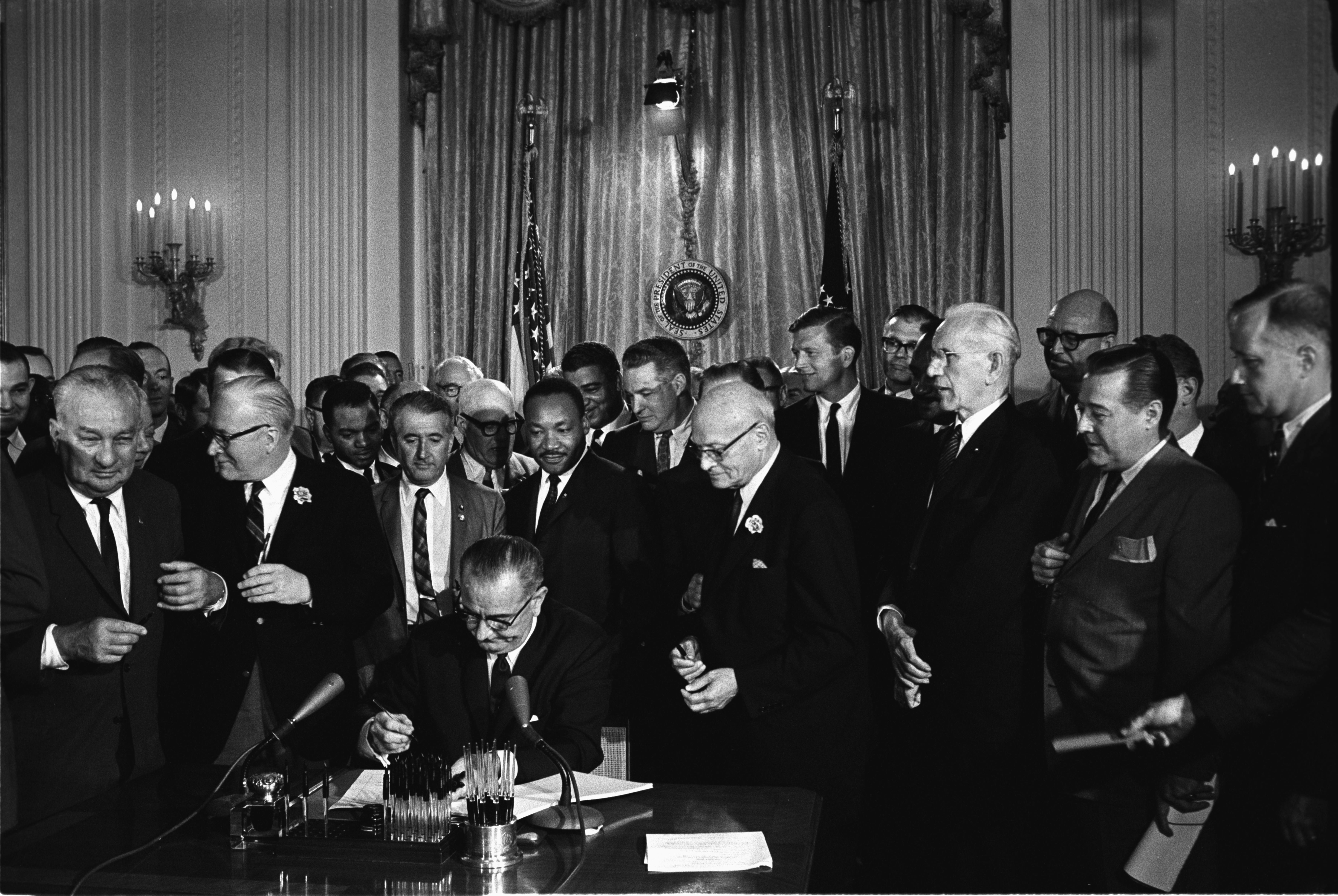
Präsident Johnson unterzeichnet den Civil Rights Act of 1964

Erst Anfang des 20. Jahrhunderts begannen die am Progressivismus orientierten Reformer in der Partei an Einfluss zu gewinnen. Die Demokratische Partei setzte sich zunehmend für soziale Reformen in Form eines aufgeklärten Sozialliberalismus ein, beispielsweise für eine allgemeine Einkommensteuer, für die Direktwahl des Senats, die Alkoholprohibition und für das Frauenwahlrecht. Der demokratische Präsident Woodrow Wilson versuchte, den Völkerbund zu gründen, den Vorläufer der UNO. Der Völkerbund wurde gegründet, doch ausgerechnet die Vereinigten Staaten traten nicht bei, da dieser Plan keine Mehrheit im zunehmend isolationistisch ausgerichteten Kongress fand.
Ein Höhepunkt dieser Reformen, der vielen gar als der Glanzpunkt einer amerikanischen, nichtmarxistischen Version der Sozialdemokratie gilt, war der New Deal unter Präsident Franklin D. Roosevelt als Reaktion auf die Weltwirtschaftskrise in den 1930er-Jahren. Unter anderem führte der Gesetzgeber unter Roosevelts Führung eine Sozialversicherung in den Vereinigten Staaten ein. Roosevelts Nachfolger Harry S. Truman bemühte sich um die Fortführung der Programme, sah sich jedoch einem von konservativen Politikern beider Parteien dominierten Kongress gegenüber, was den weiteren Ausbau der New-Deal-Programme schwierig gestaltete.
Unter Truman begannen die Demokraten, die lange Zeit mit rassistischen Vereinigungen wie dem Ku-Klux-Klan sympathisiert hatten, sich zunehmend der Rassendiskriminierung anzunehmen. So ordnete Truman 1948 mit seiner Executive Order 9981 die Aufhebung der Rassentrennung in den US-Streitkräften an, und der Nominierungsparteitag im selben Jahr erklärte erstmals die Abschaffung der Rassentrennung zum langfristigen Parteiziel. Diese Politik Trumans und anderer Demokraten, vorwiegend aus den nördlichen Bundesstaaten, stieß jedoch bei dem konservativen Parteiflügel aus den Südstaaten auf starke Ablehnung. So spaltete sich zur Präsidentschaftswahl 1948 mit den Dixiecrats eine südstaatliche Gruppierung ab und nominierte Strom Thurmond als eigenen Kandidaten. Dieser gewann tatsächlich vier Südstaaten und 39 Wahlmänner. Landesweit waren die Dixiecrats jedoch chancenlos, Truman siegte ebenso über Thurmond wie auch über Thomas E. Dewey, den Bewerber der Republikaner.
Damit war ein Linksruck der Partei eingeleitet, der bis heute nachwirkt. Während der 1950er Jahre wuchsen die Spannungen innerhalb der Partei, aber zunächst blieb der Süden einflussreich und konnte 1960 John F. Kennedy zu derart weitreichenden Zugeständnissen bewegen, dass die meisten afroamerikanischen Delegierten den Nominierungsparteitag unter Protest verließen. Aber nach der Wahl von Kennedy zum Präsidenten gewann die Bürgerrechtsbewegung weiter an Einfluss. Kennedy begann, sich in der Tradition des New Deal für soziale Reformen einzusetzen. Bis zu seiner Ermordung 1963 wurden jedoch bei innenpolitischen Reformen nur mäßige Fortschritte erzielt. Unter seinem Nachfolger Lyndon B. Johnson hingegen, der 1964 mit deutlicher Mehrheit bestätigt wurde, erreichten die Sozialreformen mit der Great Society einen neuen Höhepunkt. Gegen Johnson war für die Republikaner Barry Goldwater angetreten, der sich gezielt an jene Wähler in den Südstaaten wandte, welche die Rassentrennung befürworteten und eine Einmischung der Bundesregierung ablehnten.
Neben der Armutsbekämpfung (innerhalb von fünf Jahren wurde die Zahl der in Armut lebenden US-Bürger fast halbiert), umfassenden Reformen in den Bereichen Bildung, Gesundheit und Umweltschutz sah Johnsons Programm der Great Society derweil die Stärkung der Bürgerrechte für Afroamerikaner und andere Minderheiten vor. Unter Johnson wurden der Civil Rights Act of 1964 (noch vor der Präsidentschaftswahl), der die Rassentrennung landesweit aufhob, der Voting Rights Act zur Stärkung des Wahlrechts von Schwarzen und der Civil Rights Act of 1968 verabschiedet. Gleichzeitig verlor der konservative Südstaatenflügel massiv an Einfluss, während der linksliberale Teil der Demokraten aus den nordöstlichen Staaten und von der Pazifikküste an politischem Gewicht gewann und die Demokraten fortan dominierte.
Die Programme zur Stärkung der Bürgerrechte führten dazu, dass Afroamerikaner bis heute die wohl stabilste Wählergruppe der Demokraten sind. Zugleich trugen sie – zusammen mit dem wachsenden politischen Einfluss des christlichen Fundamentalismus – dazu bei, dass die Südstaaten sich innerhalb weniger Jahre vom nahezu geschlossen demokratischen zu einem nahezu geschlossen republikanischen Gebiet (Solid South) wandelten, da die Republikaner seit der Präsidentschaftskandidatur Goldwaters ihrerseits immer weiter nach rechts rückten und im Rahmen der Southern Strategy gezielt um konservative weiße Wähler in den Südstaaten warben. Johnson, selbst ein Texaner, soll dies bereits nach der Unterzeichnung des Civil Rights Act prophezeit haben: “I think we just gave the South to the Republicans.”
Während der National Convention (dem Nominierungsparteitag für Präsidentschaftswahl) der Demokraten vom 26. August bis 28. August 1968 in Chicago protestierten dort Studenten gegen die Beteiligung am Vietnamkrieg. Chicagos demokratischer Bürgermeister Richard J. Daley setzte auf eine sehr repressive Polizeitaktik, es kam zu tagelangen Straßenschlachten. Die Auseinandersetzungen waren ein blutiger Höhepunkt der US-amerikanischen 68er-Bewegung. Gleichzeitig war die Demokratische Partei über den unter Kennedy und Johnson erfolgten Eintritt in den Vietnamkrieg gespalten, was Ende 1968 den Wahlsieg Richard Nixons über den linksliberalen Hubert H. Humphrey und den konservativen, für die American Independent Party kandidierenden früheren Südstaaten-Demokraten George Wallace begünstigte.
Dennoch behielten die Demokraten ihre Mehrheiten in beiden Kongresskammern bis zum Jahr 1981, als mit der Wahl des Republikaners Ronald Reagan zum Präsidenten eine konservativ geprägte Ära begann. Erst bei den Wahlen 1994 erlangten die Republikaner die Mehrheiten in beiden Häusern der amerikanischen Legislative, nachdem zwei Jahre zuvor der Demokrat Bill Clinton ins Weiße Haus eingezogen war. Nach Jimmy Carters Amtszeit (1977 bis 1981) war er das erste von der Demokratischen Partei gestellte Staatsoberhaupt seit zwölf Jahren. 2000 gewann der Demokrat Al Gore zwar landesweit die Mehrheit der Wählerstimmen (Popular vote), unterlag jedoch aufgrund der Besonderheiten des US-Wahlrechts dem Republikaner George W. Bush. Auf diesen folgte 2009 mit Barack Obama erneut ein demokratischer Präsident. Dieser traf auf leidenschaftlichen Widerstand vieler Republikaner, die seiner Präsidentschaft vielfach die Legitimität absprachen; zwar wurde er 2012 wiedergewählt, die Mehrheit im Kongress, die unter Bush wieder an die Demokraten gegangen war, errangen aber die Republikaner.

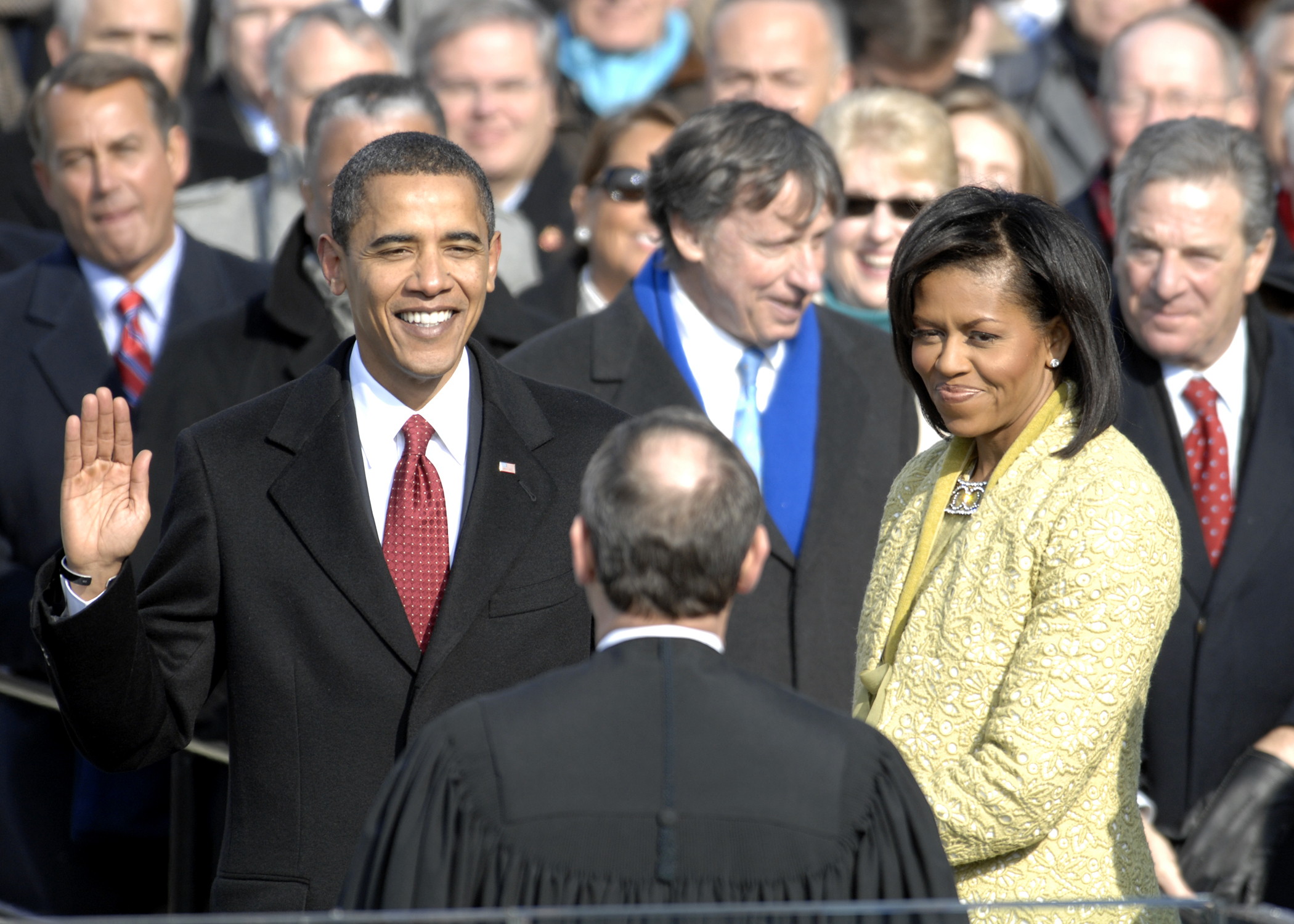
Barack Obama bei seinem Amtseid zum Präsidenten im Januar 2009

Bevor die Demokraten Ende 2010 ihre Mehrheit im Repräsentantenhaus verloren, gelang ihnen allerdings noch die Verabschiedung eines Reformpakets, das die medizinische Versorgung einkommensschwacher Bürger verbessern sollte (Obamacare).
Bereits seit den Anschlägen des 11. September versuchen die Demokraten, eine angemessene politische Position zum Themenkomplex Terrorismus/Nationale Sicherheit zu finden. Obwohl generell kritisch gegenüber der als aggressiv wahrgenommenen Politik George W. Bushs eingestellt, reichen die Positionen von der Fundamentalkritik bis hin zum Skeptizismus in Detailfragen. Prominente Persönlichkeiten der Partei sind heute unter anderen Joe Biden, Jerry Brown, Hillary Clinton, Howard Dean, John Kerry, Nancy Pelosi, Harry Reid, Bernie Sanders, Elizabeth Warren, Kamala Harris und Alexandria Ocasio-Cortez.

## Heutige Situation
Heute ist die Demokratische Partei im Vergleich zur Republikanischen Partei etwas nach links gerückt. Der Rückhalt bei den weißen Arbeitern ist, trotz der größeren Gewerkschaftsnähe, jedoch aus kulturell-gesellschaftlichen Gründen zunehmend schwächer geworden. Diese Entwicklung geht einher mit der Auflockerung des gewerkschaftlichen Milieus.
Obwohl die Partei im Süden immer noch bedeutend konservativer ist als im Rest der Vereinigten Staaten, gilt der „tiefe Süden“ heute bei Wahlen auf Bundesebene als republikanisches Stammland (siehe Richard Nixons „Southern strategy“). Ausnahmen gibt es in jenen Gemeinden, in denen Afroamerikaner oder Hispanics die Mehrheit stellen (wobei letztere jedoch weniger stark auf die Demokraten festgelegt sind als die anderen Minderheiten), in einzelnen Hochburgen wie New Orleans oder teilweise wenn – wie im Fall der Präsidenten Carter (1976) und Clinton (1992) – der Präsidentschaftskandidat selbst aus den Südstaaten stammte.
Mit dem Umschwenken der konservativen Südstaatler zu den Republikanern schien es für die Demokraten schwer, wieder eine bundespolitische Dominanz zu gewinnen – insbesondere, da die zuvor rückständigen Südstaaten seit den 1960er Jahren einen gewaltigen ökonomischen Modernisierungsprozess durchgemacht haben, der an der gesellschaftlichen Einstellung zu kulturellen Fragen wie Todesstrafe, Schwangerschaftsabbruch, der gleichgeschlechtlichen Ehe oder Schulgebet allerdings nur wenig geändert hat. Der Südosten und Texas sind zwei der dynamischsten Wachstumsregionen der Vereinigten Staaten, einschließlich der damit verbundenen Einwanderung und Bevölkerungszunahme. Seit 1992 errangen die Demokraten bei den Präsidentschaftswahlen außer 2004 auf Bundesebene die Mehrheit der Wählerstimmen; hierzu trägt bei, dass Frauen sowie Angehörige der rasch wachsenden ethnischen Minderheiten aus gesellschaftspolitischen Gründen oft die Demokraten bevorzugen.
Dass die Demokraten heute vor allem in den bevölkerungsreicheren Staaten des Nordostens, der Großen Seen und der Pazifikküste ihre Hochburgen haben, während die meisten kleineren Staaten des Binnenlandes von den Republikanern dominiert werden, hat aufgrund des in den Vereinigten Staaten geltenden Präsidentschaftswahlrechts mit Mehrheitswahl auf Bundesstaatsebene den Effekt, dass die Demokraten für einen Wahlsieg tendenziell mehr Stimmen benötigen als die Republikaner. Diese ländlich geprägten Bundesstaaten mit weniger Wahlmännern sind eher den Republikanern zugeneigt, was sich etwa bei der Präsidentschaftswahl 2016 zeigte, als Hillary Clinton trotz eines Vorsprungs von fast 2,9 Millionen Stimmen im Popular Vote gegen den Republikaner Donald Trump verlor.

## Symbol

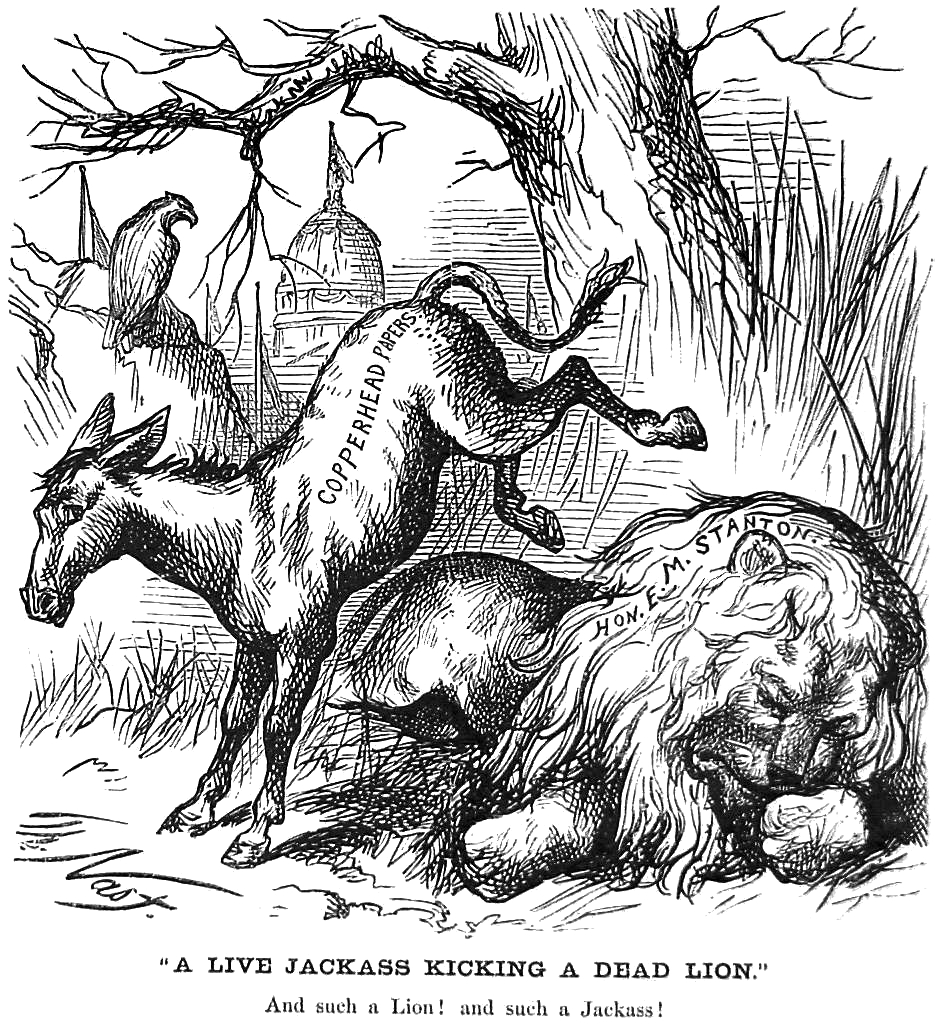
Karikatur des demokratischen Esels von Thomas Nast, 1870

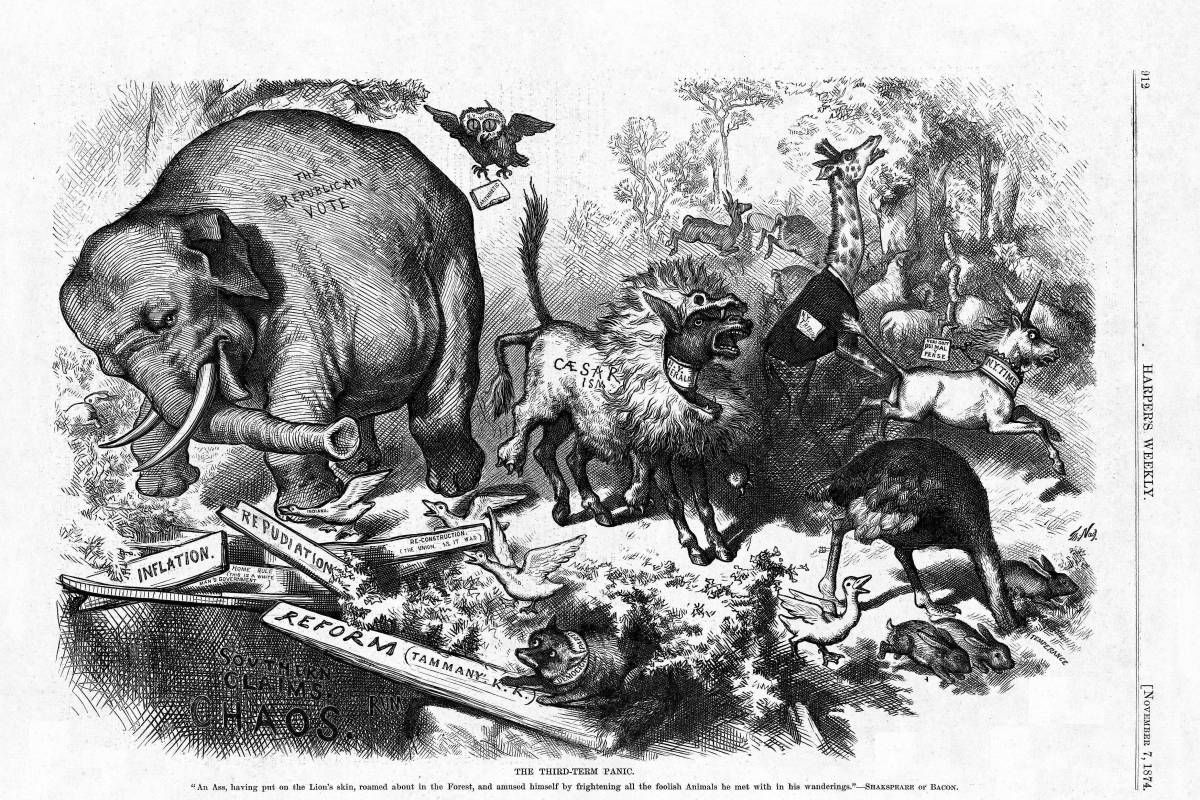
Karikatur von Thomas Nast

Als Symbol der Demokratischen Partei fungiert oft der Esel (Donkey). Die genaue Herkunft des Wappentiers ist umstritten, in Erscheinung tritt es seit etwa 1830 unter der Präsidentschaft von Andrew Jackson. Zeitweilig galt auch der Hahn als Symbol der Partei, dieser wurde jedoch nach dem Aufkommen einer Karikatur von Thomas Nast in der Zeitschrift Harper’s Weekly zurückgedrängt, und der Esel setzte sich durch. Dieses Tier ist jedoch nie von der Partei offiziell anerkannt worden, wenngleich es von einzelnen Parteiverbänden genutzt wird.
Der parteieigenen Entstehungsgeschichte nach wurde Präsidentschaftskandidat Andrew Jackson 1828 von seinen Gegnern als „Esel“ bezeichnet. Er entschied sich, das willensstarke Tier als Symbol im Wahlkampf zu verwenden. 1874 zeigte ein Cartoon den Esel im Löwenkostüm, der einen Elefanten mit der Aufschrift „Republikanische Wähler“ verschreckte. Der Elefant drohte in eine Falle aus Inflation und Zurückweisung zu stürzen. So wurde das Symboltier der Republikaner geboren.

## Organisation
Die Hauptorganisation der Partei auf Bundesebene ist das Democratic National Committee, das den alle vier Jahre stattfindenden Parteitag, die Democratic National Convention, organisiert und Spenden sammelt. In den Bundesstaaten bestehen jeweils Unterorganisationen.
Außerdem gibt es einige Verbände für bestimmte gesellschaftliche Gruppen, zum Beispiel die Jugendorganisationen Young Democrats of America und High School Democrats of America, den Hochschulverband College Democrats of America und die Frauenorganisation National Federation of Democratic Women. Im Ausland lebende Demokraten sind in Democrats Abroad organisiert.
Im Senat besteht als Fraktion der Senate Democratic Caucus und im Repräsentantenhaus der House Democratic Caucus.

### Parteiverbände in den Bundesstaaten
| Parteiverband                                    | Vorsitzender                    | Sitze obere Kammer    | Sitze untere Kammer   | Logo |
| ------------------------------------------------ | ------------------------------- | --------------------- | --------------------- | ---- |
| Alabama Democratic Party                         | Chris England                   | 8 / 35                | 28 / 105              |      |
| Alaska Democratic Party                          | Casey Steinau                   | 6 / 20                | 15 / 40               |      |
| Arizona Democratic Party                         | Felecia Rotellini               | 13 / 30               | 29 / 60               |      |
| Democratic Party of Arkansas                     | Michael Gray                    | 9 / 35                | 24 / 100              |      |
| California Democratic Party                      | Rusty Hicks                     | 29 / 40               | 61 / 80               |      |
| Colorado Democratic Party                        | Morgan Carroll                  | 19 / 35               | 41 / 65               |      |
| Democratic Party of Connecticut                  | Nancy Wyman                     | 22 / 36               | 91 / 151              |      |
| Delaware Democratic Party                        | Erik Raser-Schramm              | 12 / 21               | 26 / 41               |      |
| Florida Democratic Party                         | Terrie Rizzo                    | 17 / 40               | 47 / 120              |      |
| Democratic Party of Georgia                      | Nikema Williams                 | 21 / 56               | 75 / 180              |      |
| Democratic Party of Hawaii                       | Kate Stanley (geschäftsführend) | 24 / 25               | 46 / 51               |      |
| Idaho Democratic Party                           | Van Beechler                    | 7 / 35                | 14 / 70               |      |
| Democratic Party of Illinois                     | Michael Madigan                 | 40 / 59               | 74 / 118              |      |
| Democratic Party of Indiana                      | John Zody                       | 10 / 50               | 33 / 100              |      |
| Iowa Democratic Party                            | Mark Smith                      | 18 / 50               | 47 / 100              |      |
| Kansas Democratic Party                          | Vicki Hiatt                     | 11 / 40               | 41 / 125              |      |
| Kentucky Democratic Party                        | Ben Self                        | 9 / 38                | 37 / 100              |      |
| Louisiana Democratic Party                       | Karen Carter Peterson           | 14 / 39               | 35 / 105              |      |
| Maine Democratic Party                           | Kathleen Marra                  | 21 / 35               | 89 / 151              |      |
| Maryland Democratic Party                        | Yvette Lewis                    | 32 / 47               | 99 / 141              |      |
| Massachusetts Democratic Party                   | Gus Bickford                    | 34 / 40               | 127 / 160             |      |
| Michigan Democratic Party                        | Lavora Barnes                   | 16 / 38               | 52 / 110              |      |
| Minnesota Democratic–Farmer–Labor Party          | Ken Martin                      | 32 / 67               | 75 / 134              |      |
| Mississippi Democratic Party                     | Bobby Moak                      | 19 / 52               | 44 / 122              |      |
| Missouri Democratic Party                        | Jean Peters Baker               | 10 / 34               | 45 / 163              |      |
| Montana Democratic Party                         | Robyn Driscoll                  | 20 / 50               | 42 / 100              |      |
| Nebraska Democratic Party                        | Jane Kleeb                      | 18 / 49 (inoffiziell) | 18 / 49 (inoffiziell) |      |
| Nevada Democratic Party                          | William McCurdy                 | 13 / 21               | 29 / 42               |      |
| New Hampshire Democratic Party                   | Raymond Buckley                 | 14 / 24               | 233 / 400             |      |
| New Jersey Democratic State Committee            | John Currie                     | 26 / 40               | 54 / 80               |      |
| Democratic Party of New Mexico                   | Marg Elliston                   | 26 / 42               | 46 / 70               |      |
| New York State Democratic Committee              | Jay S. Jacobs                   | 40 / 63               | 106 / 150             |      |
| North Carolina Democratic Party                  | Wayne Goodwin                   | 21 / 50               | 55 / 120              |      |
| North Dakota Democratic–Nonpartisan League Party | Warren Larson                   | 10 / 47               | 15 / 94               |      |
| Ohio Democratic Party                            | David Pepper                    | 9 / 33                | 38 / 99               |      |
| Oklahoma Democratic Party                        | Anna Langthorn                  | 9 / 48                | 24 / 101              |      |
| Democratic Party of Oregon                       | K. C. Hanson                    | 18 / 30               | 38 / 60               |      |
| Pennsylvania Democratic Party                    | Nancy Patton Mills              | 22 / 50               | 93 / 203              |      |
| Rhode Island Democratic Party                    | Joseph McNamara                 | 32 / 38               | 66 / 75               |      |
| South Carolina Democratic Party                  | Trav Robertson                  | 19 / 46               | 44 / 124              |      |
| South Dakota Democratic Party                    | Ann Tornberg                    | 5 / 35                | 11 / 70               |      |
| Tennessee Democratic Party                       | Mary Mancini                    | 7 / 33                | 28 / 99               |      |
| Texas Democratic Party                           | Gilbert Hinjosa                 | 12 / 31               | 66 / 150              |      |
| Utah Democratic Party                            | Daisy Thomas                    | 6 / 29                | 16 / 75               |      |
| Vermont Democratic Party                         | Terje Anderson                  | 22 / 30               | 95 / 150              |      |
| Democratic Party of Virginia                     | Susan Swecker                   | 21 / 40               | 55 / 100              |      |
| Washington State Democratic Party                | Tina Podlodowski                | 28 / 49               | 57 / 98               |      |
| West Virginia Democratic Party                   | Belinda Biafore                 | 14 / 34               | 41 / 100              |      |
| Democratic Party of Wisconsin                    | Ben Wikler                      | 14 / 33               | 36 / 99               |      |
| Wyoming Democratic Party                         | Joe Barbuto                     | 3 / 30                | 9 / 60                |      |

### Parteiverbände in den Territorien
| Parteiverband                                   | Vorsitzender                   | Sitze obere Kammer | Sitze untere Kammer | Logo |
| ----------------------------------------------- | ------------------------------ | ------------------ | ------------------- | ---- |
| American Samoa Democratic Party                 | Minnie Tuia (geschäftsführend) | 0 / 18             | 0 / 21              |      |
| District of Columbia Democratic State Committee | Charles Wilson                 | 10 / 13            | 10 / 13             |      |
| Democratic Party of Guam                        | Régine Lee                     | 10 / 15            | 10 / 15             |      |
| CNMI Democratic Party                           | Nola Hix                       | 0 / 9              | 0 / 20              |      |
| Democratic Party of Puerto Rico                 | Charlie Rodríguez              | 0 / 30             | 0 / 51              |      |
| Democratic Party of the Virgin Islands          | Donna Christian-Christensen    | 13 / 15            | 13 / 15             |      |

## Demokratische Präsidenten der Vereinigten Staaten
Die Demokraten haben bisher (Stand 2021) 16 Präsidenten gestellt, wobei Cleveland als einziger Präsident mit zwei getrennten Amtszeiten in der Zählung der Präsidenten zweimal vorkommt. Nach den Republikanern, die 19 Präsidenten stellten, sind sie damit auf dem zweiten Platz. Von 1861 bis 2021 hatten demokratische Präsidenten 17 Amtszeiten, Republikaner 23. Die von der Demokratischen Partei gestellten US-Präsidenten waren:

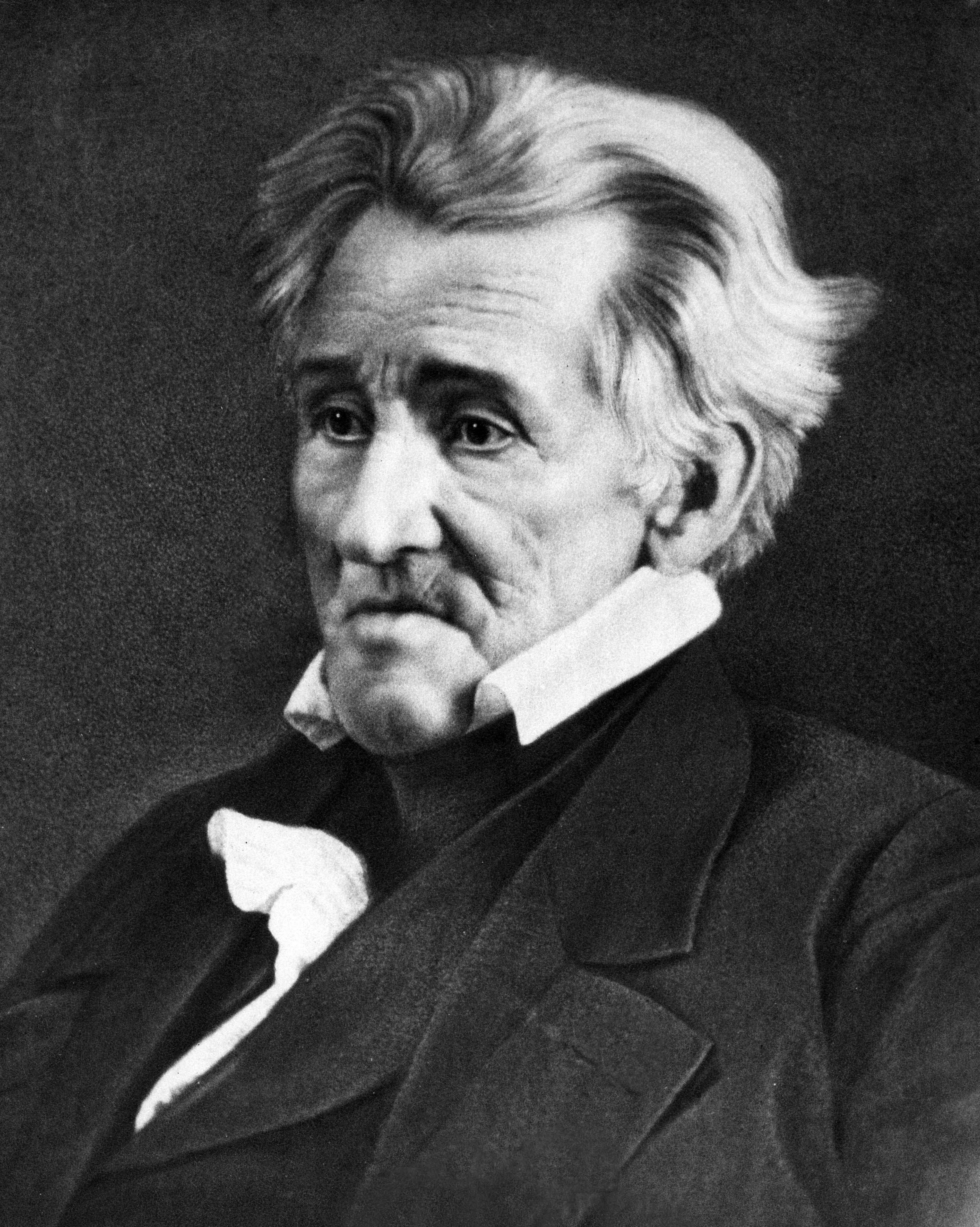
Andrew Jackson 1829–1837
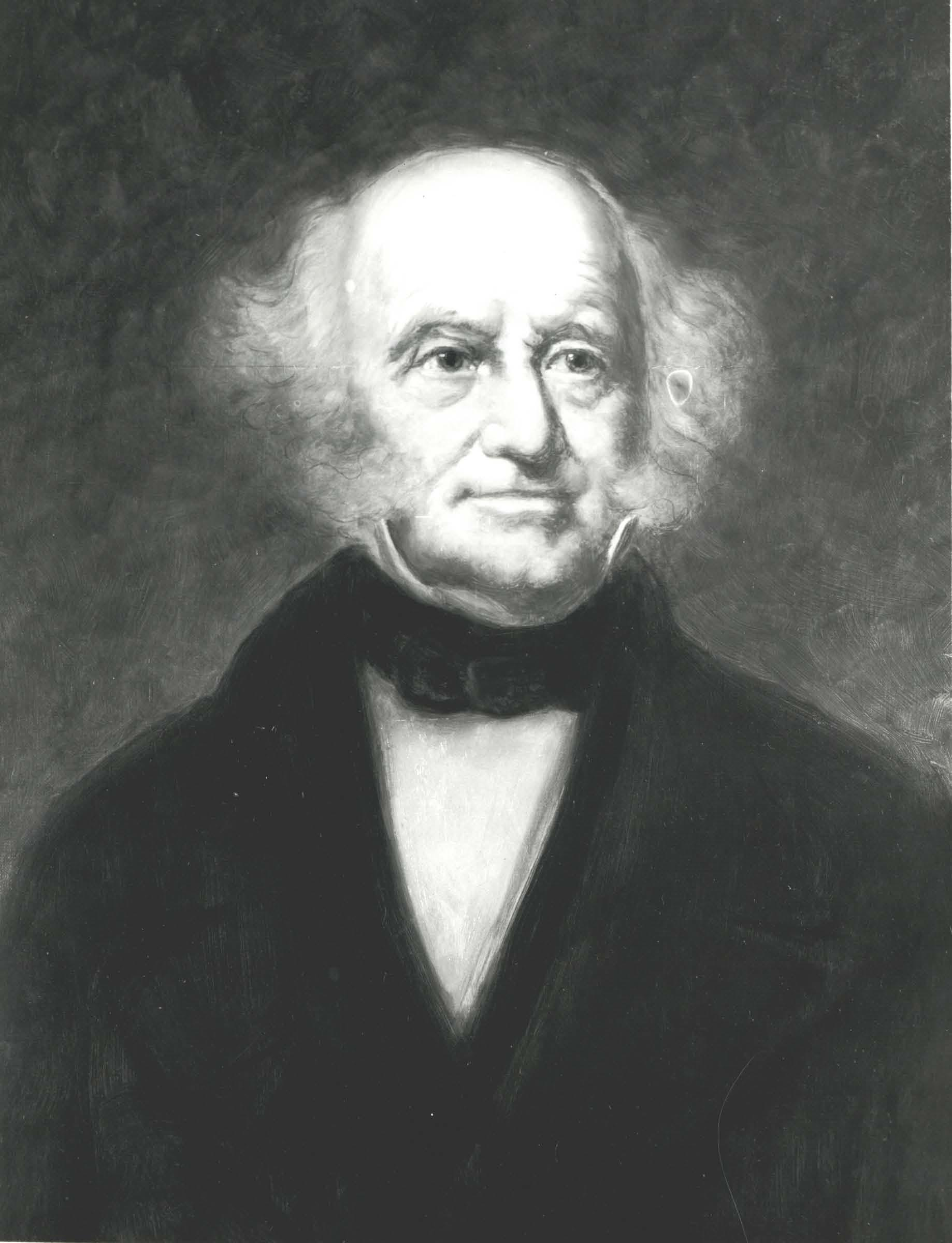
Martin Van Buren 1837–1841
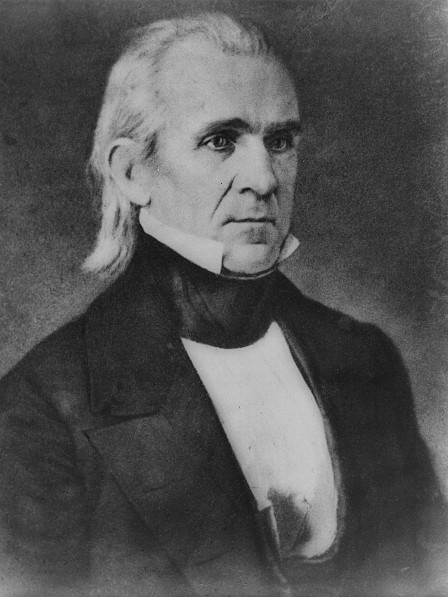
James K. Polk 1845–1849
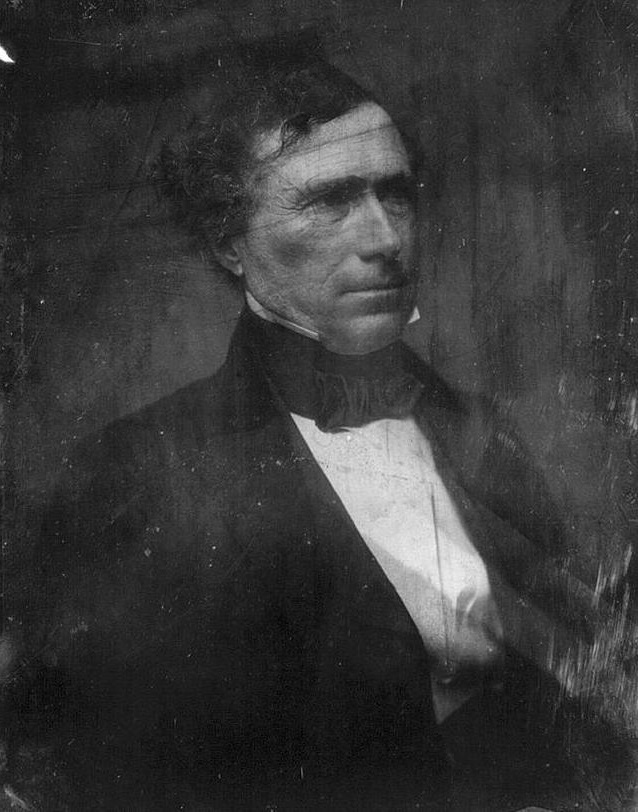
Franklin Pierce 1853–1857
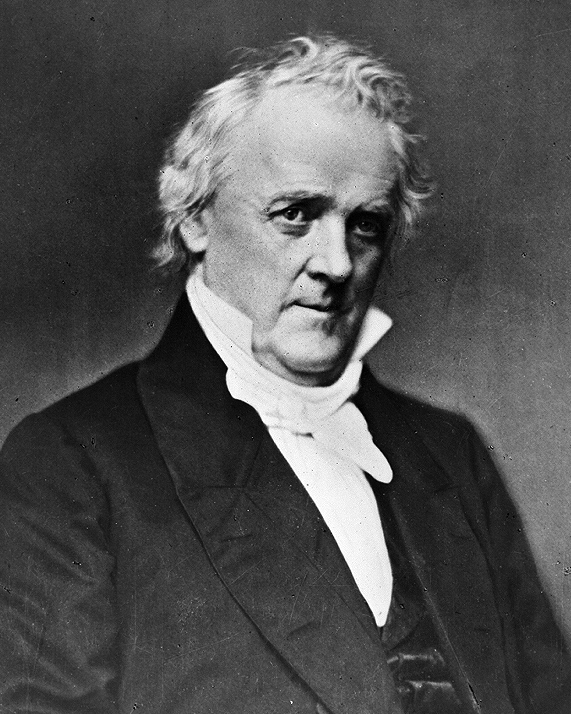
James Buchanan 1857–1861
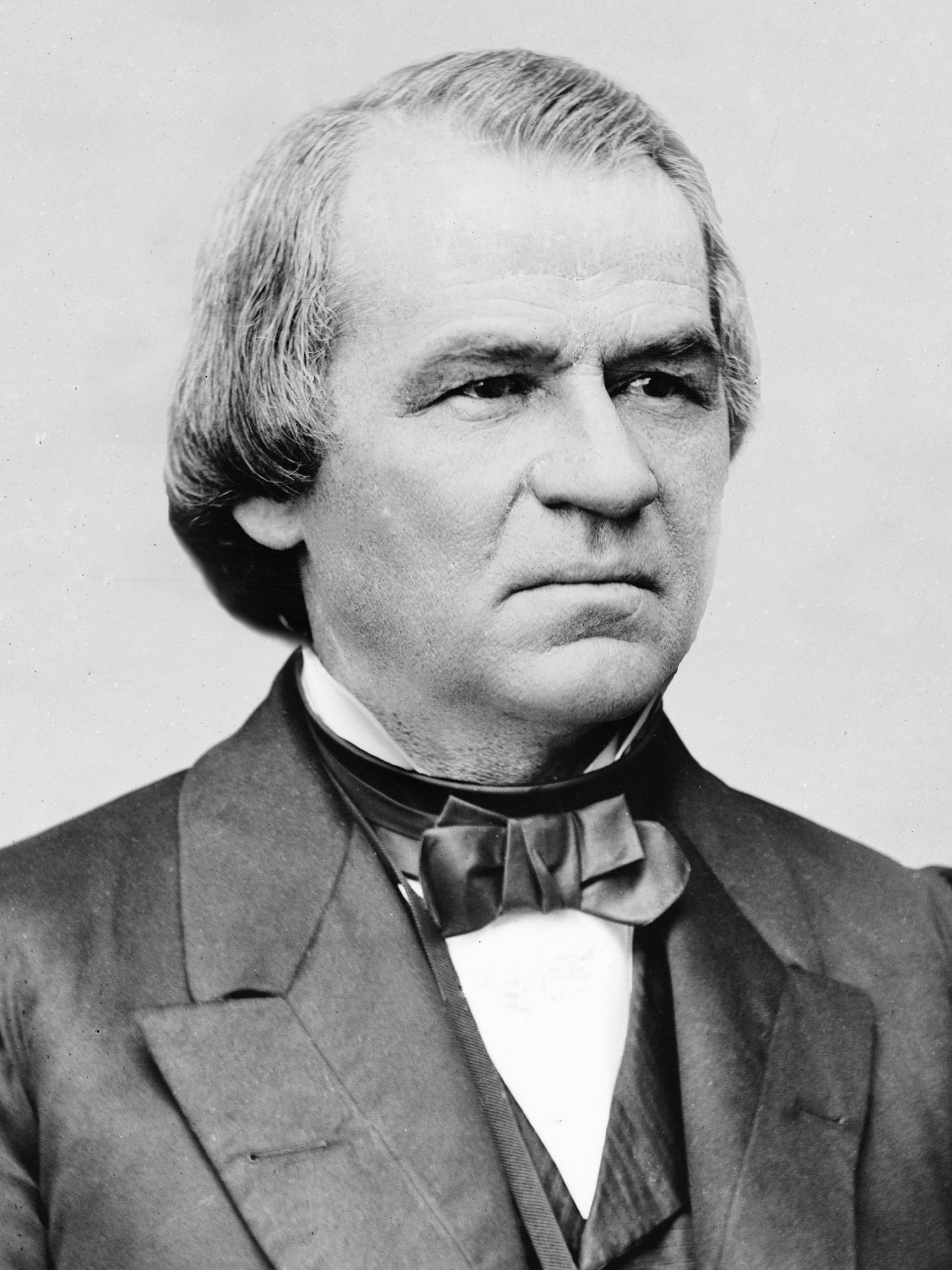
Andrew Johnson 1865–1869 Anm.1
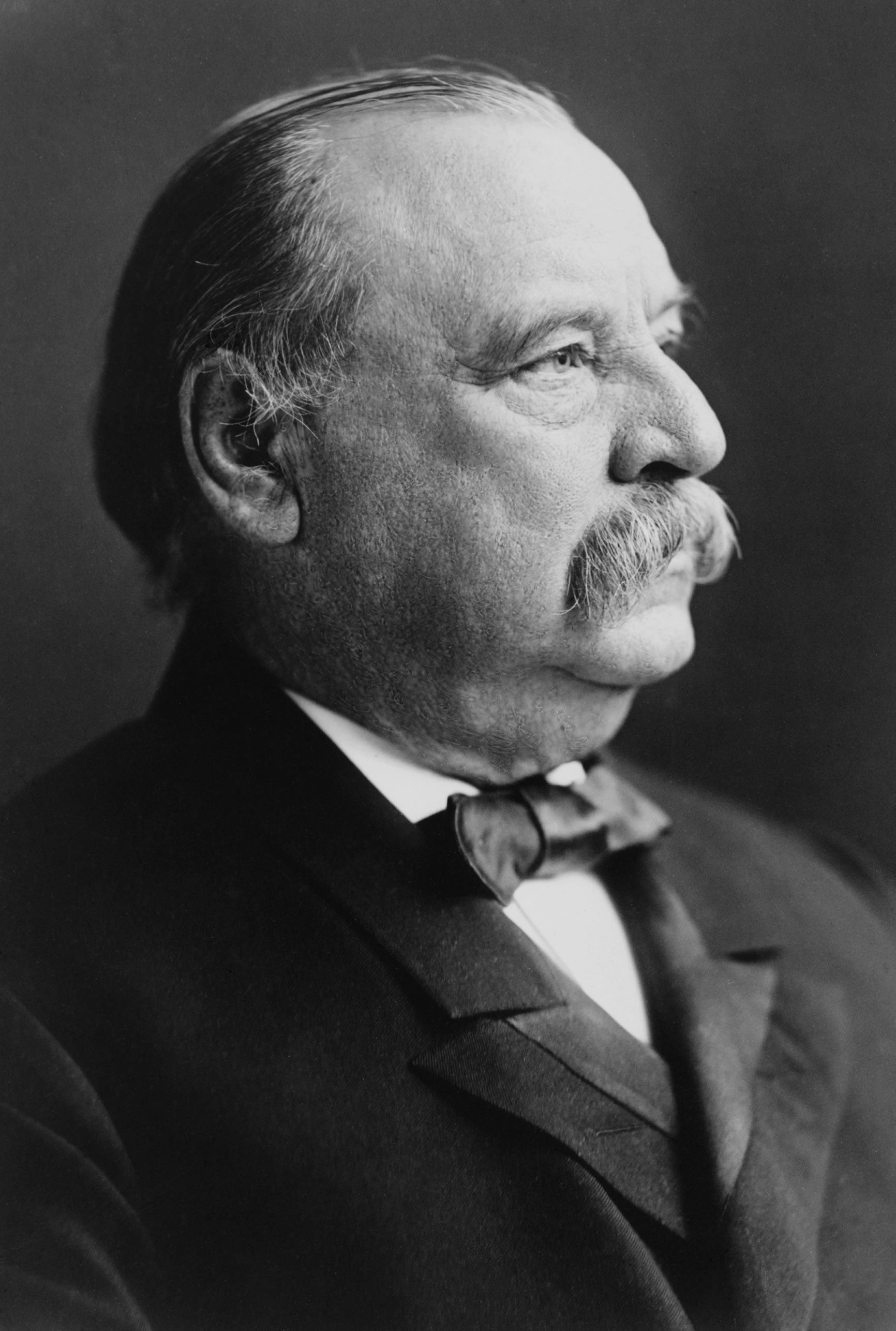
Grover Cleveland 1885–1889 und 1893–1897
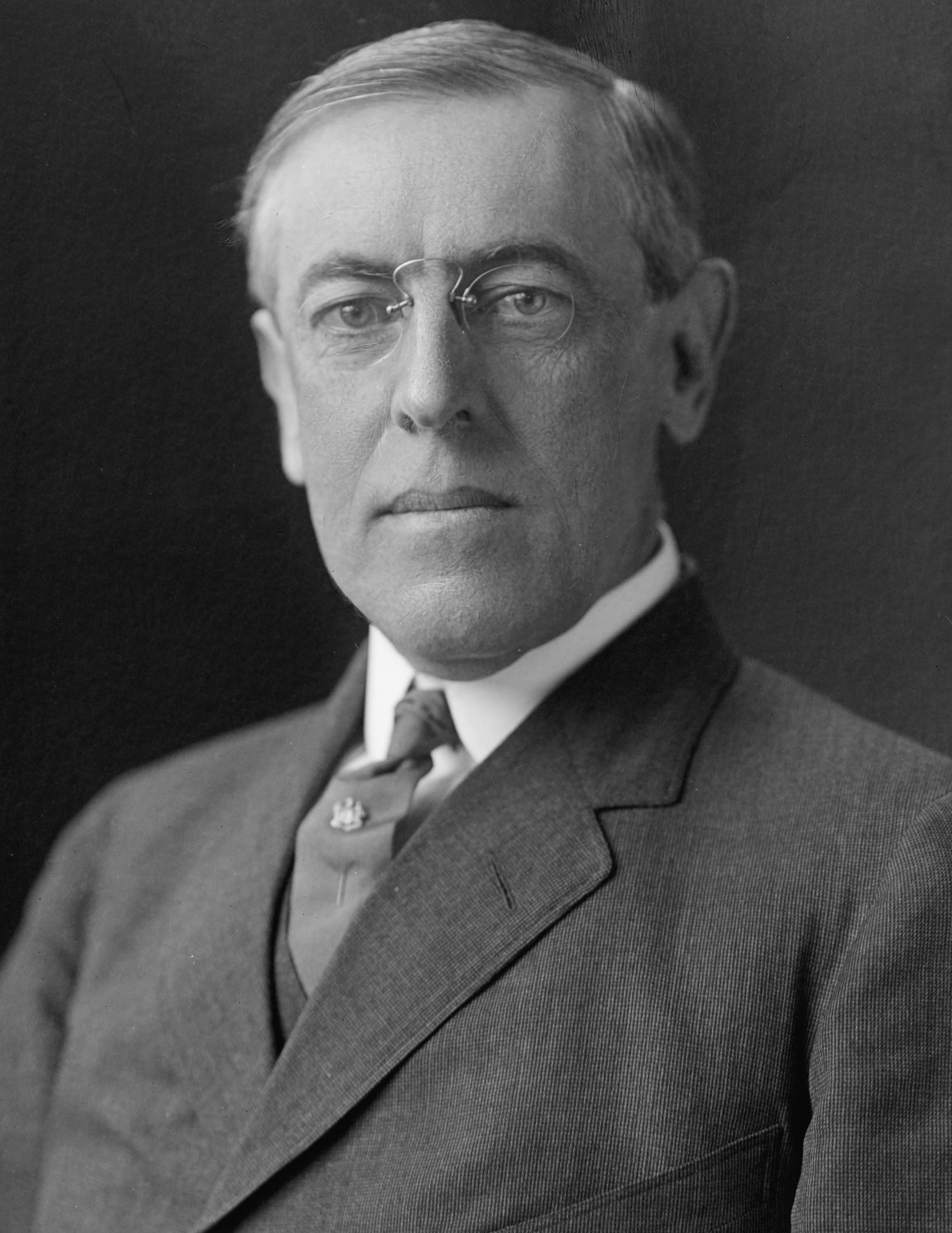
Woodrow Wilson 1913–1921
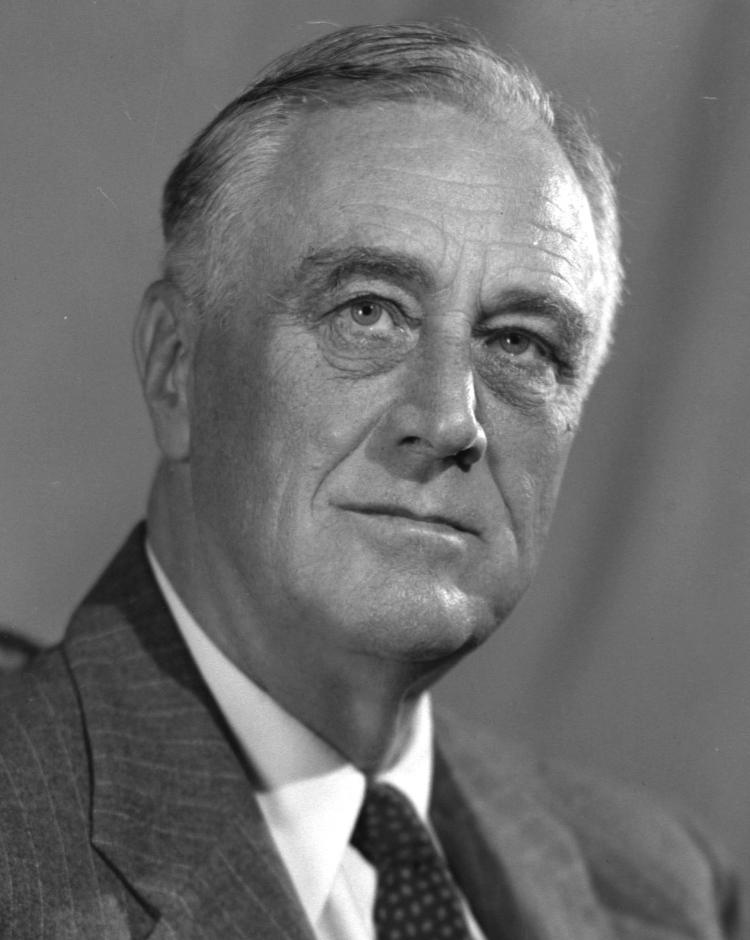
Franklin D. Roosevelt 1933–1945
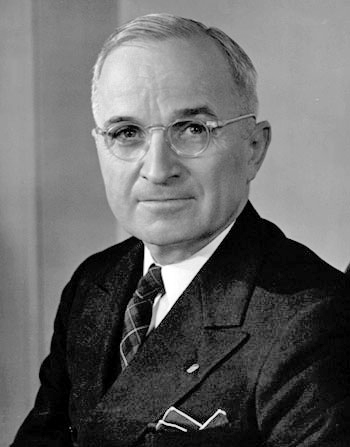
Harry S. Truman 1945–1953
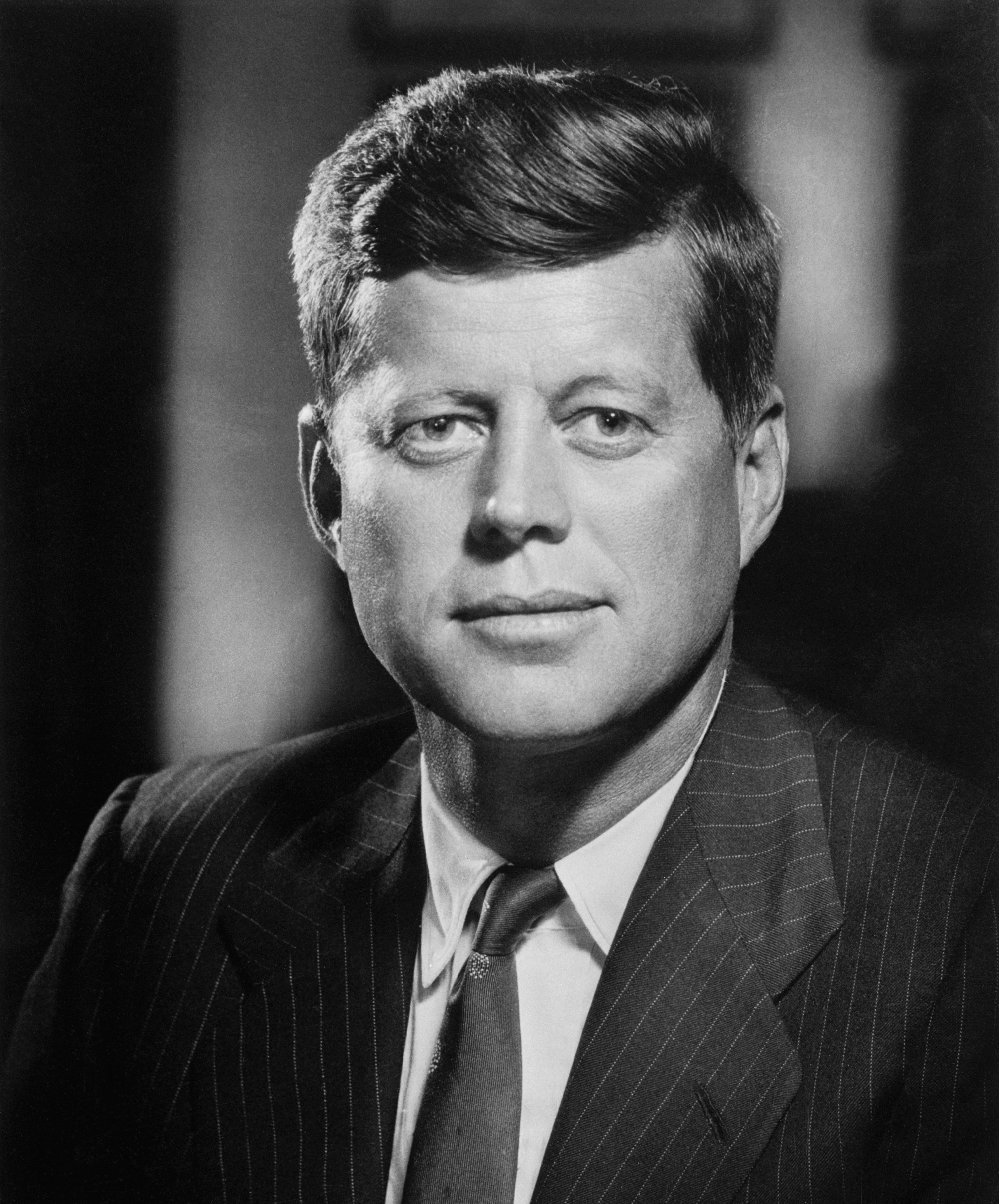
John F. Kennedy 1961–1963
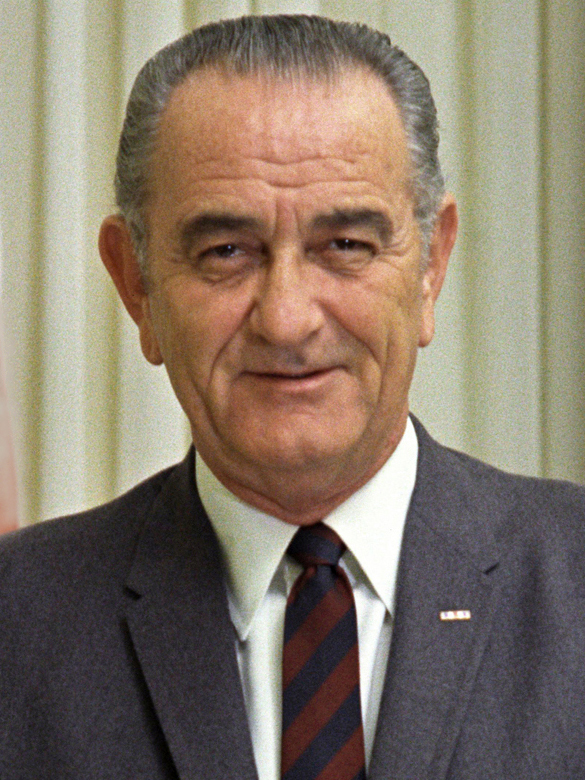
Lyndon B. Johnson 1963–1969
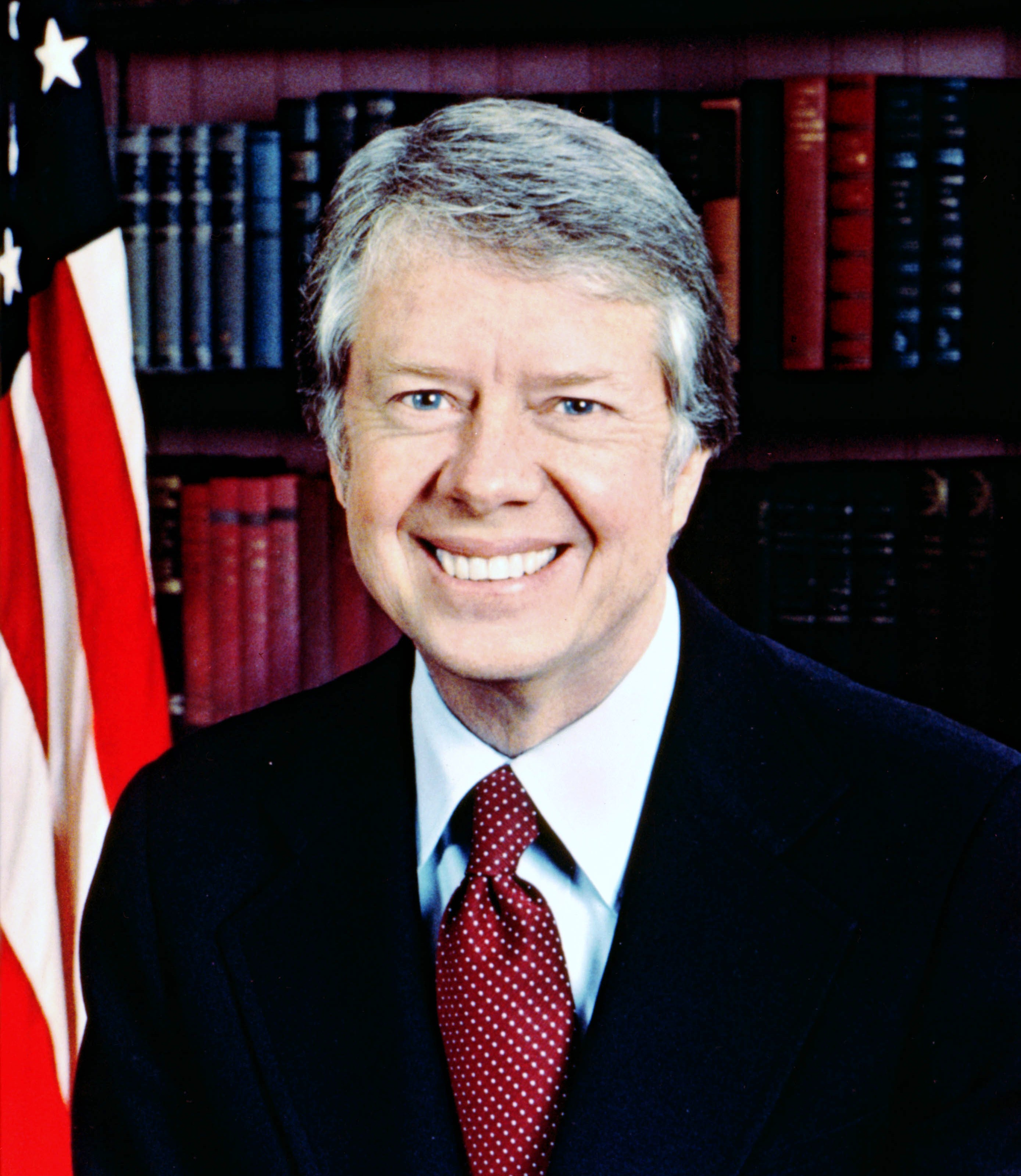
Jimmy Carter 1977–1981
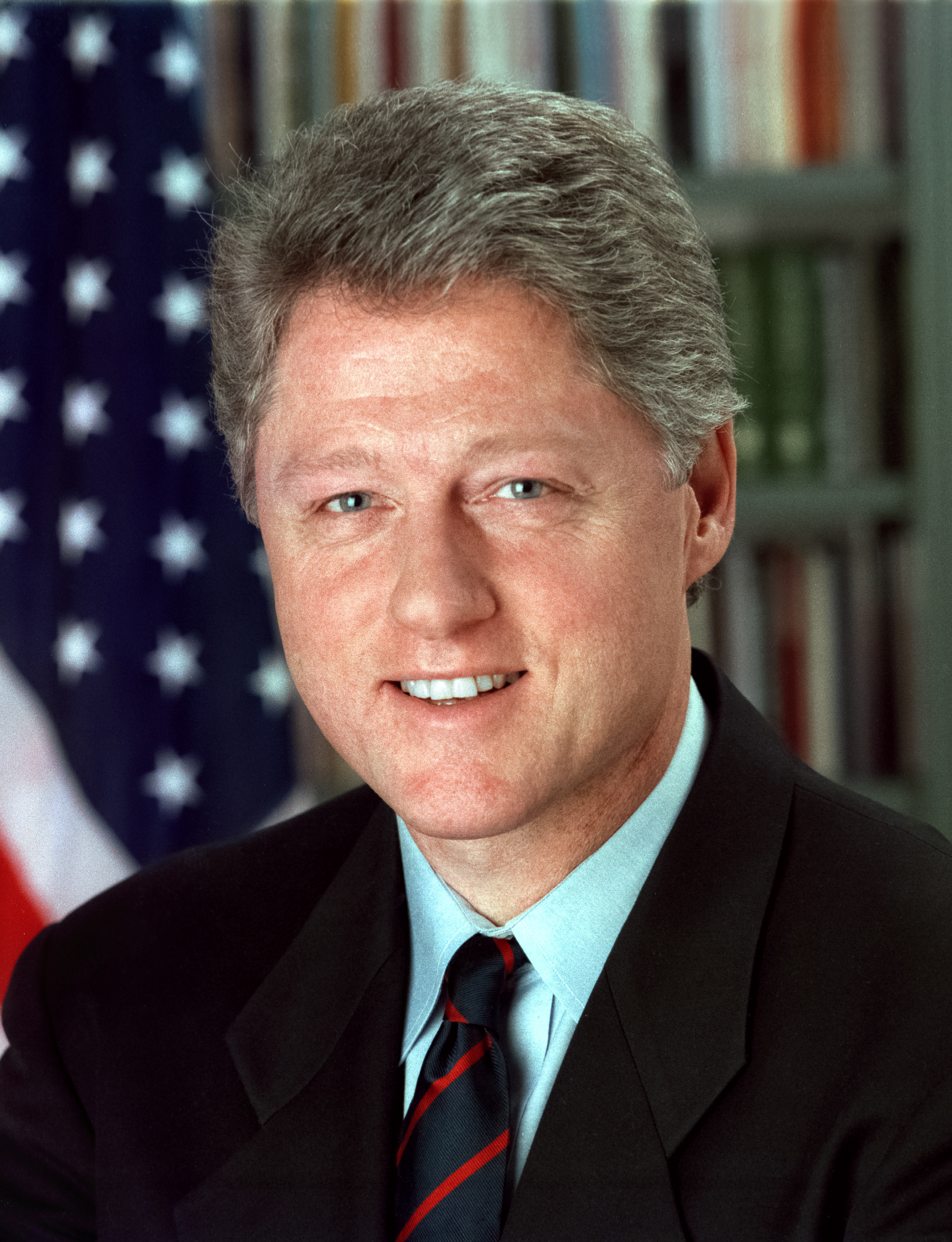
Bill Clinton 1993–2001
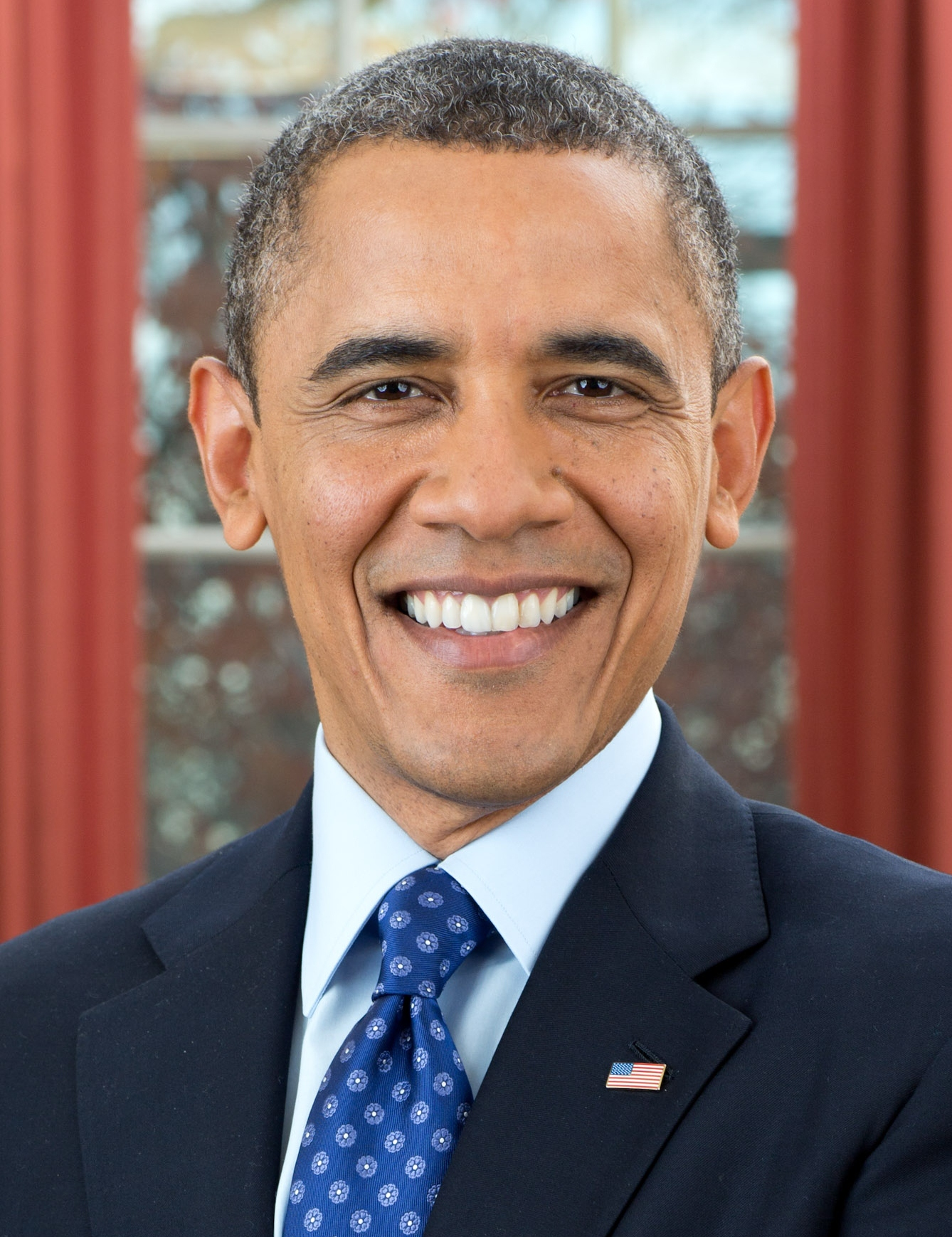
Barack Obama 2009–2017
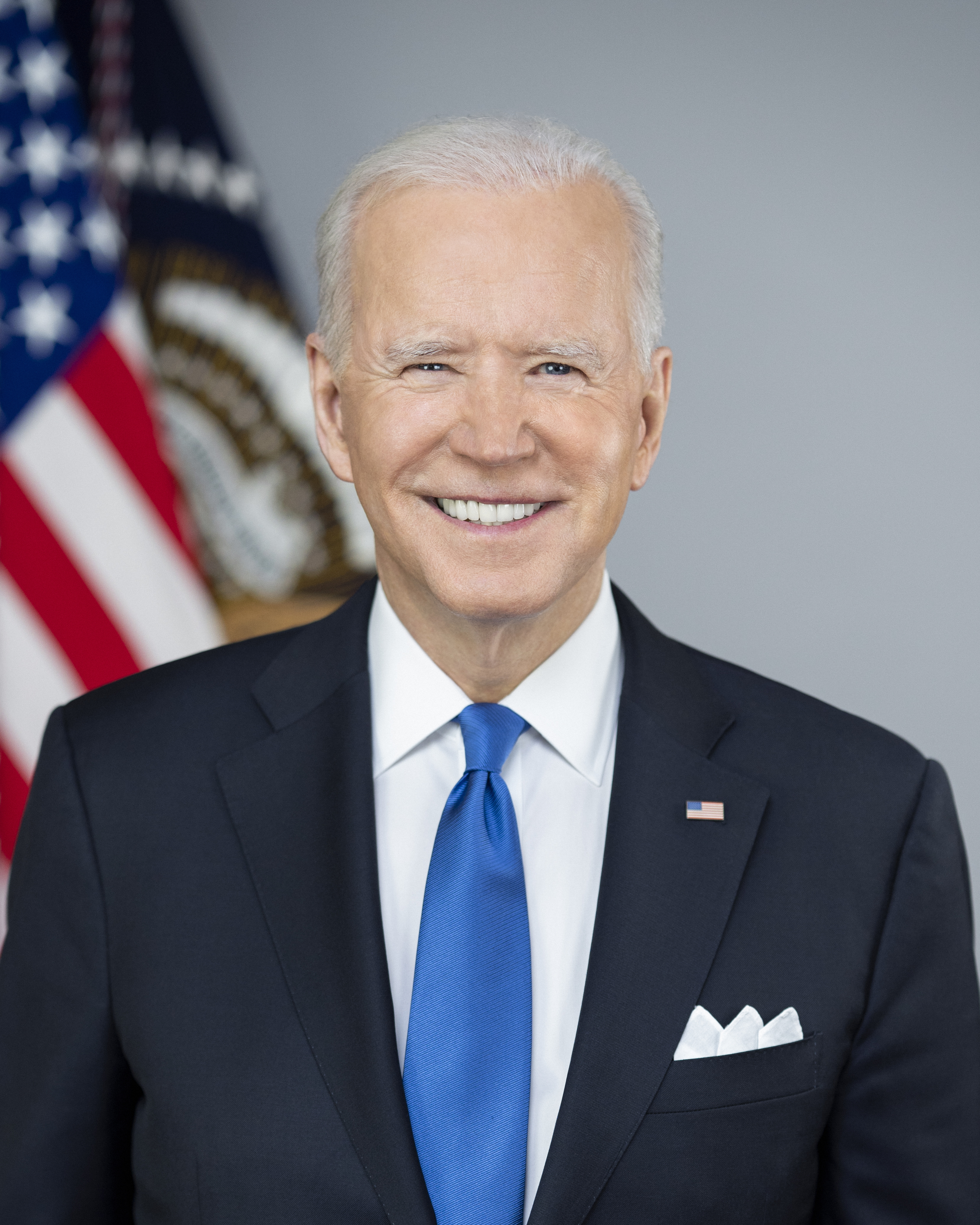
Joe Biden 2021–2025

Außerdem stellten sie den einzigen Präsidenten der Konföderierten Staaten von Amerika:

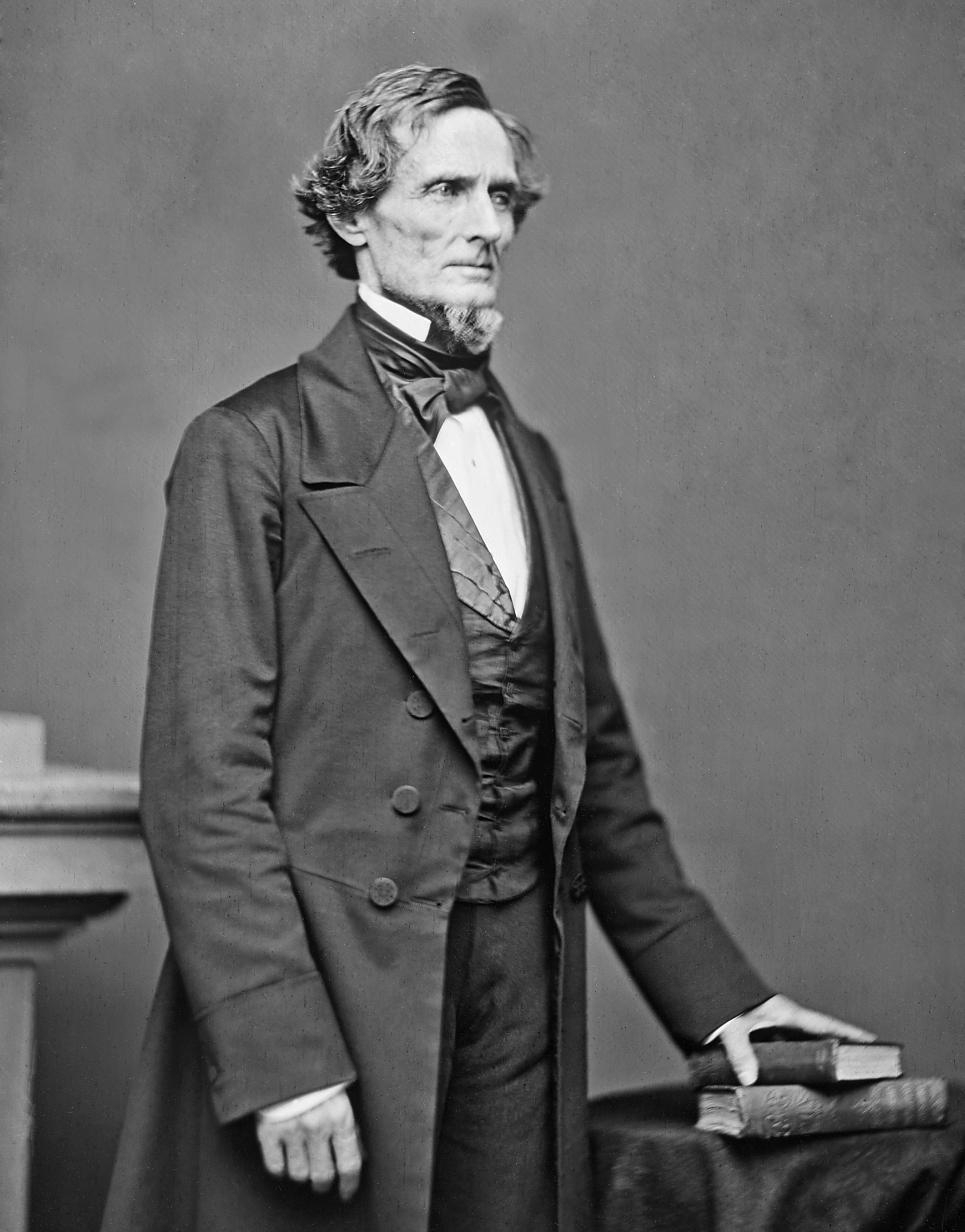
Jefferson Davis 1861–1865

## Präsidentschaftswahlen
Kandidat ging als Gewinner und somit Amtsinhaber aus den Wahlen hervor.
Kandidat ging als Verlierer aus den Wahlen hervor.
Grau hinterlegt sind lediglich unterstützte Kandidaten, was bisher einmal vorkam: Bei der Wahl 1872 war der Kandidat Horace Greeley vor der Abstimmung des Wahlmännerkollegiums verstorben; die drei dennoch für ihn abgegebenen Stimmen wurden für ungültig erklärt, der amtierende Präsident und Kandidat der Republikanischen Partei Ulysses S. Grant wurde wiedergewählt.
* Kandidat war zum Zeitpunkt der Wahl bereits Präsident.
° Kandidat hat die Wahl trotz Mehrheit im Popular Vote verloren.
| Jahr | Kandidat Präsident         | Wahlstimmen (absolut) | Wahlstimmen (prozentual) | Wahlmänner   | Wahlmänner (prozentual) |
| ---- | -------------------------- | --------------------- | ------------------------ | ------------ | ----------------------- |
| 1828 | Andrew Jackson             | 00.642.553            | 56,0 %                   | 178          | 68,2 %                  |
| 1832 | *Andrew Jackson*           | 00.701.780            | 54,2 %                   | 219          | 76,6 %                  |
| 1836 | Martin Van Buren           | 00.764.176            | 50,8 %                   | 170          | 59,4 %                  |
| 1840 | *Martin Van Buren*         | 01.128.854            | 46,8 %                   | 060          | 20,4 %                  |
| 1844 | James K. Polk              | 01.339.494            | 49,5 %                   | 170          | 61,8 %                  |
| 1848 | Lewis Cass                 | 01.223.460            | 42,5 %                   | 127          | 43,9 %                  |
| 1852 | Franklin Pierce            | 01.607.510            | 50,8 %                   | 254          | 85,8 %                  |
| 1856 | James Buchanan             | 01.836.072            | 45,3 %                   | 174          | 58,8 %                  |
| 1860 | Stephen A. Douglas (Nord)  | 01.380.202            | 29,5 %                   | 012          | 03,9 %                  |
| 1860 | John C. Breckinridge (Süd) | 00.848.019            | 18,1 %                   | 072          | 23,8 %                  |
| 1864 | George B. McClellan        | 01.812.807            | 45,0 %                   | 021          | 09,0 %                  |
| 1868 | Horatio Seymour            | 02.708.744            | 47,3 %                   | 080          | 27,2 %                  |
| 1872 | Horace Greeley             | 02.834.761            | 43,8 %                   | 3 (ungültig) | —                       |
| 1876 | °Samuel J. Tilden°         | 04.288.546            | 51,0 %                   | 184          | 49,9 %                  |
| 1880 | Winfield Scott Hancock     | 04.444.260            | 48,3 %                   | 155          | 42,0 %                  |
| 1884 | Grover Cleveland           | 04.874.621            | 48,5 %                   | 219          | 54,6 %                  |
| 1888 | * °Grover Cleveland*°      | 05.534.488            | 48,6 %                   | 168          | 41,9 %                  |
| 1892 | Grover Cleveland           | 05.553.898            | 46,0 %                   | 277          | 62,4 %                  |
| 1896 | William Jennings Bryan     | 06.508.172            | 46,7 %                   | 176          | 39,4 %                  |
| 1900 | William Jennings Bryan     | 06.370.932            | 45,5 %                   | 155          | 34,7 %                  |
| 1904 | Alton B. Parker            | 05.083.880            | 37,6 %                   | 140          | 29,4 %                  |
| 1908 | William Jennings Bryan     | 06.408.984            | 43,0 %                   | 162          | 33,5 %                  |
| 1912 | Woodrow Wilson             | 06.296.184            | 41,8 %                   | 435          | 81,9 %                  |
| 1916 | *Woodrow Wilson*           | 09.126.868            | 49,2 %                   | 277          | 52,2 %                  |
| 1920 | James M. Cox               | 09.139.661            | 34,1 %                   | 127          | 23,9 %                  |
| 1924 | John W. Davis              | 08.386.242            | 28,8 %                   | 136          | 25,6 %                  |
| 1928 | Al Smith                   | 15.015.464            | 40,8 %                   | 087          | 16,4 %                  |
| 1932 | Franklin D. Roosevelt      | 22.821.277            | 57,4 %                   | 472          | 88,9 %                  |
| 1936 | *Franklin D. Roosevelt*    | 27.752.648            | 60,8 %                   | 523          | 98,5 %                  |
| 1940 | *Franklin D. Roosevelt*    | 27.313.945            | 54,7 %                   | 449          | 84,6 %                  |
| 1944 | *Franklin D. Roosevelt*    | 25.612.916            | 53,4 %                   | 432          | 81,4 %                  |
| 1948 | *Harry S. Truman*          | 24.179.347            | 49,6 %                   | 303          | 57,1 %                  |
| 1952 | Adlai Stevenson            | 27.375.090            | 44,3 %                   | 089          | 16,8 %                  |
| 1956 | Adlai Stevenson            | 26.028.028            | 42,0 %                   | 073          | 13,7 %                  |
| 1960 | John F. Kennedy            | 34.220.984            | 49,8 %                   | 303          | 56,4 %                  |
| 1964 | Lyndon B. Johnson*         | 43.127.041            | 61,1 %                   | 486          | 90,3 %                  |
| 1968 | *Hubert H. Humphrey        | 31.271.839            | 42,7 %                   | 191          | 35,5 %                  |
| 1972 | George McGovern            | 29.173.222            | 37,5 %                   | 017          | 03,2 %                  |
| 1976 | Jimmy Carter               | 40.831.881            | 50,1 %                   | 297          | 55,2 %                  |
| 1980 | *Jimmy Carter*             | 35.480.115            | 41,0 %                   | 049          | 09,1 %                  |
| 1984 | Walter Mondale             | 37.577.352            | 40,6 %                   | 013          | 02,4 %                  |
| 1988 | Michael Dukakis            | 41.809.476            | 45,6 %                   | 111          | 20,6 %                  |
| 1992 | Bill Clinton               | 44.909.806            | 43,0 %                   | 370          | 68,8 %                  |
| 1996 | *Bill Clinton*             | 47.400.125            | 49,2 %                   | 379          | 70,4 %                  |
| 2000 | °Al Gore°                  | 51.003.926            | 48,4 %                   | 266          | 49,5 %                  |
| 2004 | John Kerry                 | 59.028.439            | 48,3 %                   | 251          | 46,7 %                  |
| 2008 | Barack Obama               | 69.456.897            | 52,9 %                   | 365          | 67,8 %                  |
| 2012 | *Barack Obama*             | 65.910.437            | 51,1 %                   | 332          | 61,7 %                  |
| 2016 | °Hillary Clinton°          | 65.844.610            | 48,2 %                   | 232          | 43,1 %                  |
| 2020 | Joe Biden                  | 81.284.778            | 51,3 %                   | 306          | 56,9 %                  |
| 2024 | Kamala Harris              | 74,209,830            | 48,2 %                   | 226          | 42,0 %                  |

## Organisationen der Partei
Dies ist eine unvollständige Liste offizieller und inoffizieller Organisationen, die der Demokratischen Partei angeschlossen sind:
- Blue Dog Coalition
- Center for American Progress
- Democrats for Life of America
- New Democrat Coalition
- Stonewall Democrats
- Young Democrats of America